# Saison 11 de Top Chef
La onzième saison de Top Chef, est une émission de télévision franco-belge de téléréalité culinaire, diffusée chaque semaine sur M6 du mercredi 19 février 2020 au mercredi 17 juin 2020 et sur RTL-TVI du lundi 24 février 2020 au lundi 22 juin 2020. Elle est animée par Stéphane Rotenberg.
Cette édition est remportée par David Gallienne qui empoche 56 410 €, proportionnellement au pourcentage des points obtenus pour son menu lors de la finale (56,41 %). Il l'emporte au terme de 10 h de cuisine face à Adrien Cachot qui a lui obtenu 43,59 % des points.

## Production et organisation
L'émission est présentée par Stéphane Rotenberg.
Elle est réalisée par Sébastien Zibi et produite par la société de production Studio 89 Productions.
Ce dispositif est quasiment inchangé depuis la saison 1 de Top Chef.

## Principe
Après un casting réalisé en France et en Belgique, quinze espoirs de la cuisine s'affrontent dans différentes épreuves jugées par des jurys composés de chefs renommés ou de personnalités diverses, pour tenter de devenir le « Top Chef » de l'année et remporter jusqu'à 100 000 €.
Chaque semaine, un candidat est éliminé par le jury en fin d'émission, l'effectif des candidats se réduisant jusqu'à la phase finale du concours qui voit s'affronter les derniers d'entre eux. La première émission fait exception avec deux candidats éliminés. Parmi les treize autres candidats, douze sont répartis dans quatre brigades, chacune coachée par un des jurés et un treizième candidat joue en solitaire et doit se battre seul. Le dispositif des quatre brigades existait déjà dans la saison précédente, alors que le candidat « solitaire » est une nouveauté de la saison 11.
Pour la saison 11, le concours est placé sous le signe de l'éco-responsabilité et de l'anti-gaspillage. En outre, des chefs audacieux et innovants sont invités,.

## Participants

### Jury
Le jury de la saison 11 est composé des chefs Philippe Etchebest, Michel Sarran, Hélène Darroze et Paul Pairet.
Philippe Etchebest, Michel Sarran et Hélène Darroze font partie du jury de Top Chef depuis la sixième saison (2015). Paul Pairet est un nouveau membre du jury et succède à Jean-François Piège, qui a quitté l'émission pendant l'été 2019. Paul Pairet dirige la brigade violette et ne reprend pas la couleur verte correspondant à la brigade de Jean-François Piège dans la saison précédente.
Le jury comprend également des chefs invités sur la plupart des épreuves, dont les chefs trois étoiles Arnaud Donckele, Christopher Coutanceau, Glenn Viel, Laurent Petit, Mauro Colagreco, Gilles Goujon, Régis Marcon, Éric Fréchon et les chefs deux étoiles Sébastien Vauxion, Christophe Hardiquest, Mathieu Viannay, Christophe Hay, Stéphanie Le Quellec, Nicolas Sale, Alexandre Mazzia, Olivier Bellin, Christophe Aribert, Sylvestre Wahid. Des jurés étrangers participent également à cette saison, comme le chef trois étoiles espagnol David Muñoz et le chef deux étoiles indien Gaggan Anand.

### Candidats
Pour cette saison, quinze candidats s'affrontent : quatorze professionnels ainsi qu'un amateur issu du concours Objectif Top Chef,,,,.
| Candidat | Candidat             | Âge    | Localisation     | Profession                                                       | Brigade                                                      | Statut                     |
| -------- | -------------------- | ------ | ---------------- | ---------------------------------------------------------------- | ------------------------------------------------------------ | -------------------------- |
| ♂        | David Gallienne      | 30 ans | Giverny          | Chef de son restaurant Le Jardin des Plumes ()                   | Darroze (émission 1 – 18                                     | Vainqueur                  |
| ♂        | Adrien Cachot        | 29 ans | Paris            | Chef de son restaurant Détour                                    | Pairet (émission 1 – 18)                                     | Finaliste                  |
| ♂        | Mallory Gabsi        | 22 ans | Bruxelles        | Chef de partie tournant au Sea Grill ()                          | Darroze (émission 1 – 12) Sarran (émission 12 – 17)          | Éliminé le 10 juin 2020    |
| ♂        | Martin Feragus       | 27 ans | Paris            | Sous-chef au restaurant du palace Le Lutetia                     | Etchebest (émission 1 – 15)                                  | Éliminé le 27 mai 2020     |
| ♂        | Diego Alary          | 22 ans | Ivry-sur-Seine   | Ancien chef de cuisine au restaurant Les Pères Siffleurs (Paris) | Etchebest (émission 1 – 6) Sarran (émission 6 – 12)          | Éliminé le 6 mai 2020      |
| ♂        | Mory Sacko           | 27 ans | Rueil-Malmaison  | Sous-chef au palace Le Mandarin Oriental (Paris)                 | Pairet (émission 1 – 11)                                     | Éliminé le 29 avril 2020   |
| ♂        | Jean-Philippe Berens | 29 ans | Beaulieu-sur-Mer | Sous-chef de cuisine au Grill () (Monaco)                        | Darroze (émission 1 – 3) Éliminé Etchebest (émission 9 – 10) | Éliminé le 22 avril 2020   |
| ♂        | Gratien Leroy        | 29 ans | Nouzonville      | Comptable – Gagnant d'Objectif Top Chef                          | Etchebest (émission 1 – 9)                                   | Éliminé le 15 avril 2020   |
| ♀        | Nastasia Lyard       | 30 ans | Paris            | Cheffe à Maison Vérot                                            | Sarran (émission 1 – 7)                                      | Éliminée le 1er avril 2020 |
| ♀        | Justine Piluso       | 26 ans | Paris            | Ex-cheffe-propriétaire du Cappiello                              | Candidate solitaire (émission 1 – 2) Pairet (émission 2 – 6) | Éliminée le 25 mars 2020   |
| ♀        | Pauline Berghonnier  | 27 ans | Rocquencourt     | Cheffe du restaurant Allard (Paris)                              | Sarran (émission 1 – 5)                                      | Éliminée le 18 mars 2020   |
| ♂        | Jordan Yuste         | 30 ans | Sète             | Chef de son restaurant L'Arrivage                                | Sarran (émission 1 – 4)                                      | Éliminé le 11 mars 2020    |
| ♂        | Gianmarco Gorni      | 28 ans | Paris            | Chef du restaurant Goguette                                      | Pairet (émission 1 – 2)                                      | Éliminé le 26 février 2020 |
| ♂        | Arthur Vonderheyden  | 31 ans | Amman            | Chef du restaurant La Capitale au Four Seasons Hotel             | Aucune (émission 1)                                          | Éliminé le 19 février 2020 |
| ♂        | Maxime Zimmer        | 29 ans | Liège            | Chef de son restaurant Un Max de Goût (Comblain-au-Pont)         | Aucune (émission 1)                                          | Éliminé le 19 février 2020 |

Légende :
- Darroze, signifie que le candidat a intégré la brigade d'Hélène Darroze.
- Etchebest, signifie que le candidat a intégré la brigade de Philippe Etchebest.
- Pairet, signifie que le candidat a intégré la brigade de Paul Pairet.
- Sarran, signifie que le candidat a intégré la brigade de Michel Sarran.
- Candidat solitaire, signifie que le candidat est dans le concours mais ne fait pas partie d'une brigade.
- Éliminé, signifie que le candidat a été éliminé, avant de réintégrer le jeu.
- Aucune, signifie que le candidat est éliminé sans intégrer de brigade[d].

Notes :
1. ↑  Information donnée par la presse. Mais le candidat n'occupe plus ce poste au moment de la diffusion, comme il l'a indiqué dans une publication sur son compte personnel Instagram.
2. ↑  Jean-Philippe est éliminé à l'issue du 3e épisode, puis réintègre le concours après la première épreuve du 9e épisode (retour des éliminés).
3. ↑  Information donnée par la presse. Mais le candidat n'occupe plus ce poste au moment de la diffusion, comme il l'a indiqué sur sa page personnelle Linkedin.
4. ↑  Ces candidats n'apparaissent plus dans le générique à partir du deuxième épisode.

### Progression des candidats
| Semaine       | 1          | 2          | 3          | 4         | 5          | 6         | 7          | 8          | 9          | 10         | 11        | Quarts de finale        | Demi-finale           | Finale     |
| Épisodes      | 1          | 2          | 3          | 4         | 5          | 6         | 7          | 8/9        | 9/10       | 11         | 12        | 13/14/15                | 16/17                 | 18         |
| ------------- | ---------- | ---------- | ---------- | --------- | ---------- | --------- | ---------- | ---------- | ---------- | ---------- | --------- | ----------------------- | --------------------- | ---------- |
| David         | Épreuve 1  | D.C.       | (Sellette) | Épreuve 2 | Épreuve 1  | Épreuve 1 | Épreuve 2  | Épreuve 2  | Épreuve 1  | D.C.       | Épreuve 1 | Qualifié avec deux pass | Qualifié avec 1 point | Vainqueur  |
| Adrien        | Épreuve 1  | Épreuve 2  | D.C.       | Épreuve 1 | (Sellette) | Épreuve 2 | Épreuve 1  | D.C.       | Épreuve 2  | Épreuve 1  | Épreuve 2 | Qualifié avec deux pass | Qualifié avec 0 point | Finaliste  |
| Mallory       | Épreuve 2  | Épreuve 1  | (Sellette) | Épreuve 2 | Épreuve 1  | Épreuve 1 | D.C.       | Épreuve 2  | Épreuve 1  | Épreuve 1  | Épreuve 2 | Qualifié avec deux pass | Éliminé avec 0 point  | [ note 2 ] |
| Martin        | Épreuve 2  | Épreuve 1  | Épreuve 1  | Épreuve 2 | Épreuve 2  | Épreuve 1 | Épreuve 1  | Épreuve 2  | (Sellette) | D.C.       | D.C.      | Éliminé avec un pass    |                       | [ note 2 ] |
| Diego         | Épreuve 1  | D.C.       | Épreuve 1  | Épreuve 2 | D.C.       | Épreuve 1 | (Sellette) | Épreuve 1  | Épreuve 1  | D.C.       | Éliminé   |                         |                       | [ note 2 ] |
| Mory          | D.C.       | (Sellette) | Épreuve 2  | Épreuve 1 | D.C.       | D.C.      | Épreuve 1  | D.C.       | D.C.       | Éliminé    |           |                         |                       | [ note 2 ] |
| Jean-Philippe | D.C.       | Épreuve 1  | Éliminé    |           |            |           |            | D.C.       | Éliminé    |            |           |                         |                       | [ note 2 ] |
| Gratien       | [ note 4 ] | Épreuve 1  | Épreuve 1  | Épreuve 2 | Épreuve 2  | Épreuve 2 | Épreuve 1  | Éliminé    |            | [ note 2 ] |           |                         |                       |            |
| Nastasia      | Épreuve 1  | (Sellette) | D.C.       | D.C.      | (Sellette) | Épreuve 2 | Éliminée   | [ note 3 ] |            |            |           |                         |                       | [ note 2 ] |
| Justine       | D.C.       | D.C.       | (Sellette) | Épreuve 1 | (Sellette) | Éliminée  |            | [ note 3 ] |            | [ note 2 ] |           |                         |                       | [ note 2 ] |
| Pauline       | Épreuve 2  | (Sellette) | (Sellette) | D.C.      | Éliminée   |           |            |            |            |            |           |                         |                       |            |
| Jordan        | D.C.       | D.C.       | (Sellette) | Éliminé   |            |           |            |            |            |            |           |                         |                       | [ note 2 ] |
| Gianmarco     | Épreuve 2  | Éliminé    |            |           |            |           |            |            |            | [ note 2 ] |           |                         |                       |            |
| Arthur        | Éliminé    |            |            |           |            |           |            |            |            |            |           |                         |                       |            |
| Maxime        | Éliminé    |            |            |           |            |           |            |            |            |            |           |                         |                       |            |

Légende :
- Sauf mention plus explicite, « Épreuve 1 » / « Épreuve 2 » / « D.C. », signifie que le candidat s'est qualifié pour la semaine suivante grâce à une qualification lors de l'épreuve 1 de la semaine / l'épreuve 2 / l'épreuve de la dernière chance.
- Éliminé, signifie que le candidat a été éliminé à l'issue de l'épreuve de la dernière chance.
- (Sellette), signifie que le candidat a été qualifié pour la semaine suivante en étant directement sauvé par son chef de brigade alors qu'il était sur la sellette.
- indique que le candidat passe l'épreuve indiquée en tant que membre de la brigade d'Hélène Darroze.
- indique que le candidat passe l'épreuve indiquée en tant que membre de la brigade de Philippe Etchebest.
- indique que le candidat passe l'épreuve indiquée en tant que membre de la brigade de Paul Pairet.
- indique que le candidat passe l'épreuve indiquée en tant que membre de la brigade de Michel Sarran.
- indique que le candidat passe l'épreuve indiquée sans faire partie d'une brigade.
- indique que le candidat est présent lors de l'épreuve indiquée après avoir été précédemment éliminé de la compétition.

Notes :
1. ↑  À la suite des difficultés de montage rencontrées par le chaîne lors du confinement du printemps 2020, il n'y a plus de correspondance entre les « semaines » auxquelles il est fait référence dans l'émission et le découpage en épisodes, à partir de l'épisode 8.
2. 1 2 3 4 5 6 7 8 9 10 11  Le candidat est présent dans cette épreuve en tant que commis pour aider les candidats encore en lice.
3. 1 2 3  Le candidat participe à cette épreuve qui permet spécifiquement le retour de trois candidats éliminés.
4. ↑  Le candidat, gagnant d'Objectif Top Chef, ne participe pas à cet épisode et est intégré d'office au concours.

## Résumés détaillés
Toutes les recettes détaillées réalisées par les candidats, avec leurs intitulés exacts sont à retrouver sur le site cuisineaz.com (filiale du groupe M6).

### 1erépisode: composition des brigades
Cet épisode est diffusé pour la première fois le mercredi 19 février 2020.
Quatorze nouveaux candidats s'y affrontent pour tenter d'intégrer les quatre brigades, le gagnant d'Objectif Top Chef, Gratien Leroy, étant déjà intégré dans la brigade bleue de Philippe Etchebest. Les candidats sont répartis en deux groupes qui disputent chacun une épreuve différente.

#### 1reépreuve: version «essentielle» d'un plat populaire
Dans le premier groupe, les sept candidats qui s'affrontent sont Adrien, David, Diego, Mory, Nastasia, Jean-Philippe et Jordan. Ils doivent chacun réaliser en deux heures une version «essentielle» d'un plat populaire, c'est-à-dire le revisiter en allant à l'essentiel avec le moins d’éléments possible dans l'assiette. Cette épreuve est proposée par Paul Pairet et s'inspire de son univers. À l'issue de l'épreuve, quatre candidats sont sélectionnés dans les brigades, les trois autres candidats étant envoyés en dernière chance.
Pendant les préparations, les chefs visitent les postes pour rencontrer les candidats. Après chaque rencontre, les chefs votent sur une tablette pour exprimer leurs premières impressions sur les recettes et les façons de travailler. Les votes prennent la forme de points de couleur donnés anonymement par chaque chef. Un point vert () signifient qu'ils sont intéressés par ce que fait le candidat ; un point orange () qu'ils demandent à voir pour être convaincus ; un point rouge () qu'ils ne sont pas intéressés. Les candidats découvrent ensuite ce vote pendant qu'ils travaillent, afin de savoir s'ils sont encouragés ou s'ils doivent inverser la tendance. Ce système était déjà utilisé lors de la saison précédente.
Diego, qui découvre deux votes rouges, modifie sa recette en décidant de réduire la quantité prévue d'espuma de petit pois qu'il avait annoncé aux chefs. Jean-Philippe reçoit trois votes rouges, mais la plus grande partie de ses préparatifs ainsi que la visite des chefs sont coupées au montage. C'est le seul candidat qui fait l'objet de ce traitement dans cet épisode.
À l'issue de la dégustation, les chefs sélectionnent, simultanément et sans concertation, un candidat pour leur brigade. Les quatre chefs font un choix différent : Hélène Darroze choisit David, qui intègre sa brigade rouge. Michel Sarran choisit Nastasia qui va dans la brigade jaune. Paul Pairet choisit Adrien qui intègre sa brigade violette. Enfin, Philippe Etchebest choisit Diego qui rejoint donc Gratien Leroy dans la brigade bleue. Les trois candidats restants, Mory, Jean-Philippe et Jordan sont envoyés en dernière chance.

#### 2eépreuve: le mono-produit
Dans le second groupe, les sept candidats, Arthur, Gianmarco, Justine, Mallory, Martin, Maxime et Pauline, s'affrontent au cours d'une épreuve proposée par Michel Sarran. Ils doivent chacun créer en deux heures un plat en n'utilisant qu'un seul produit et en exprimant toutes ses possibilités (textures et saveurs différentes). Les candidats n'ont droit en plus qu'à des épices et à quelques assaisonnements.
Les préparations se déroulent, comme pour la première épreuve, avec un vote d'encouragement des chefs. Arthur, qui reçoit quatre votes rouges, décide de ne plus réaliser de tartelette et restructure sa recette en crémeux auquel il ajoute des billes coco. Maxime, avec deux votes rouges, décide de ne présenter finalement qu'une assiette au lieu de deux.
À l'issue des dégustations, Paul Pairet est le seul à retenir Gianmarco, qui intègre donc sa brigade. Philippe Etchebest choisit Martin qui est ainsi le troisième et dernier candidat de la brigade bleue. Pauline est sélectionnée par Hélène Darroze et Michel Sarran ; elle décide d'intégrer la brigade jaune. Hélène Darroze effectue un nouveau choix et s'arrête sur Mallory. Les trois candidats restants, Arthur, Justine et Maxime sont envoyés en dernière chance.

#### Dernière chance: la figue

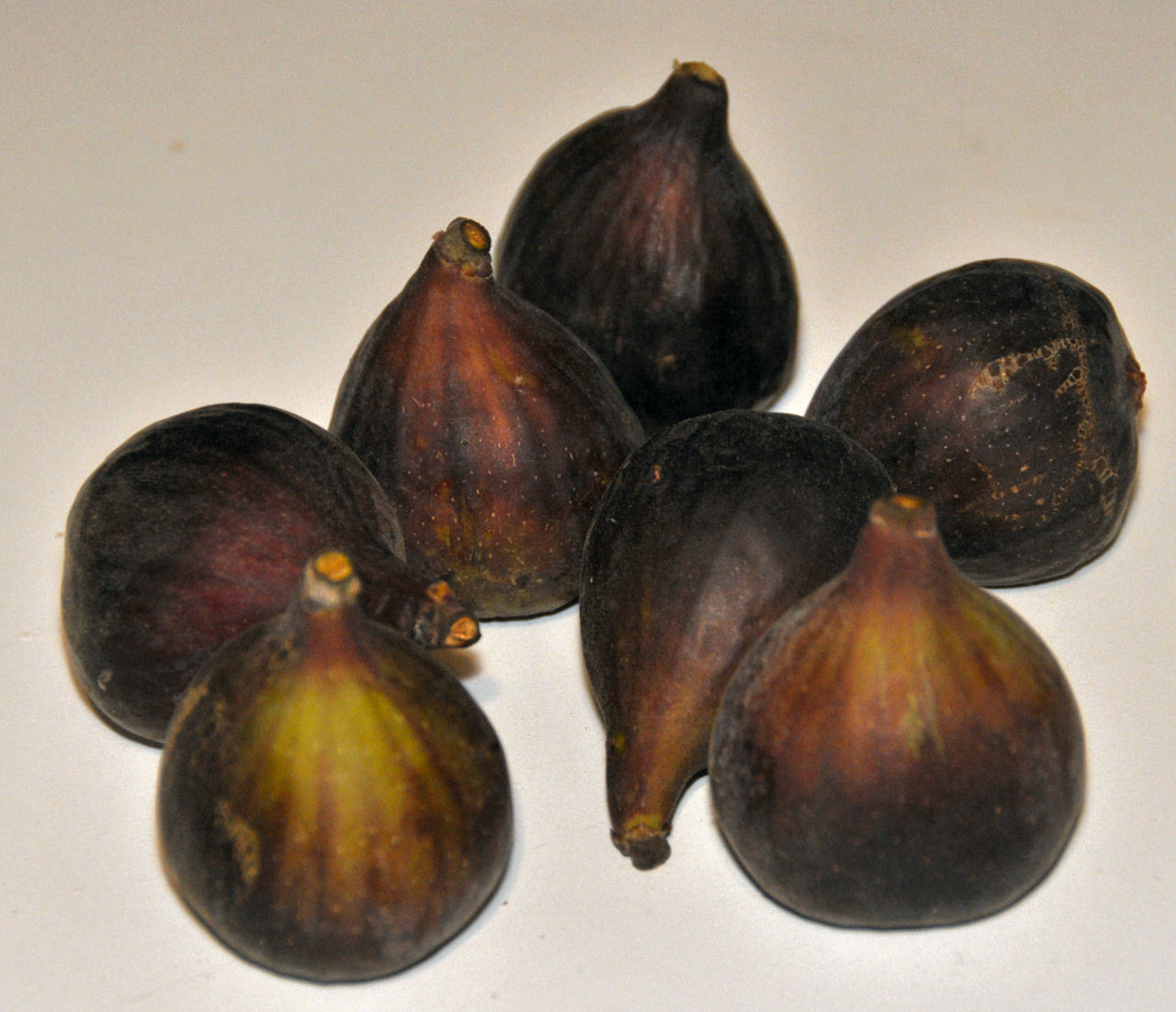
Des figues, thème de la première dernière chance du concours cette année.

Pour la dernière chance, les six candidats non qualifiés s'affrontent. Ils ont une heure pour réinterpréter la figue en un plat salé ou sucré. Les plats sont ensuite dégustés à l'aveugle par les quatre chefs.
Après les dégustations, Stéphane Rotenberg annonce qu'une fois que les brigades seront complétées, un dernier candidat sera qualifié par le jury en tant que « candidat solitaire ». Il n'intégrera pas de brigade et affrontera seul les autres équipes pendant la suite du concours. Cette disposition est une nouveauté du concours.
Les chefs dévoilent ensuite leur choix : Hélène Darroze est la seule à avoir choisi le plat de figue cuite et crue, qui est l'assiette de Jean-Philippe, qui vient donc compléter la brigade rouge. Paul Pairet et Michel Sarran ont tous les deux sélectionné la déclinaison de figues aux saveurs brûlées-yuzu. C'est le plat de Jordan, qui choisit d'intégrer la brigade de Michel Sarran. Paul Pairet qualifie en second choix les ravioles végétales de figues, et découvre que c'est l'assiette de Mory, candidat qu'il avait déjà hésité à retenir lors de la première épreuve.
Il ne reste plus que trois candidats non qualifiés : Arthur, Maxime et Justine. Les quatre chefs sont invités à se concerter pour départager les trois assiettes restantes. Après délibération, ils sélectionnent à l'unanimité le plat de figues rôties, fromage cuisiné et chutney fraise, qui est celui de Justine. Celle-ci devient donc la candidate solitaire et revêt un tablier Top Chef aux revers de manches blancs.
Après la qualification de Justine, les deux derniers candidats, Arthur et Maxime sont définitivement éliminés du concours,,,,,,,.

### 2eépisode: le poisson «de la tête à la queue» et la cuisson en croûte originale
Cet épisode est diffusé pour la première fois le mercredi 26 février 2020.
Les treize candidats en compétition sont partagés en deux groupes qui disputent chacun une épreuve différente. Cette disposition, fréquente jusqu'à la huitième saison de Top Chef, n'avait plus été mise en place dans les deux dernières saisons, où les candidats au complet participaient systématiquement à la première épreuve de chaque semaine, les perdants seuls participant ensuite à la seconde épreuve.

#### 1reépreuve: un poisson de la tête à la queue

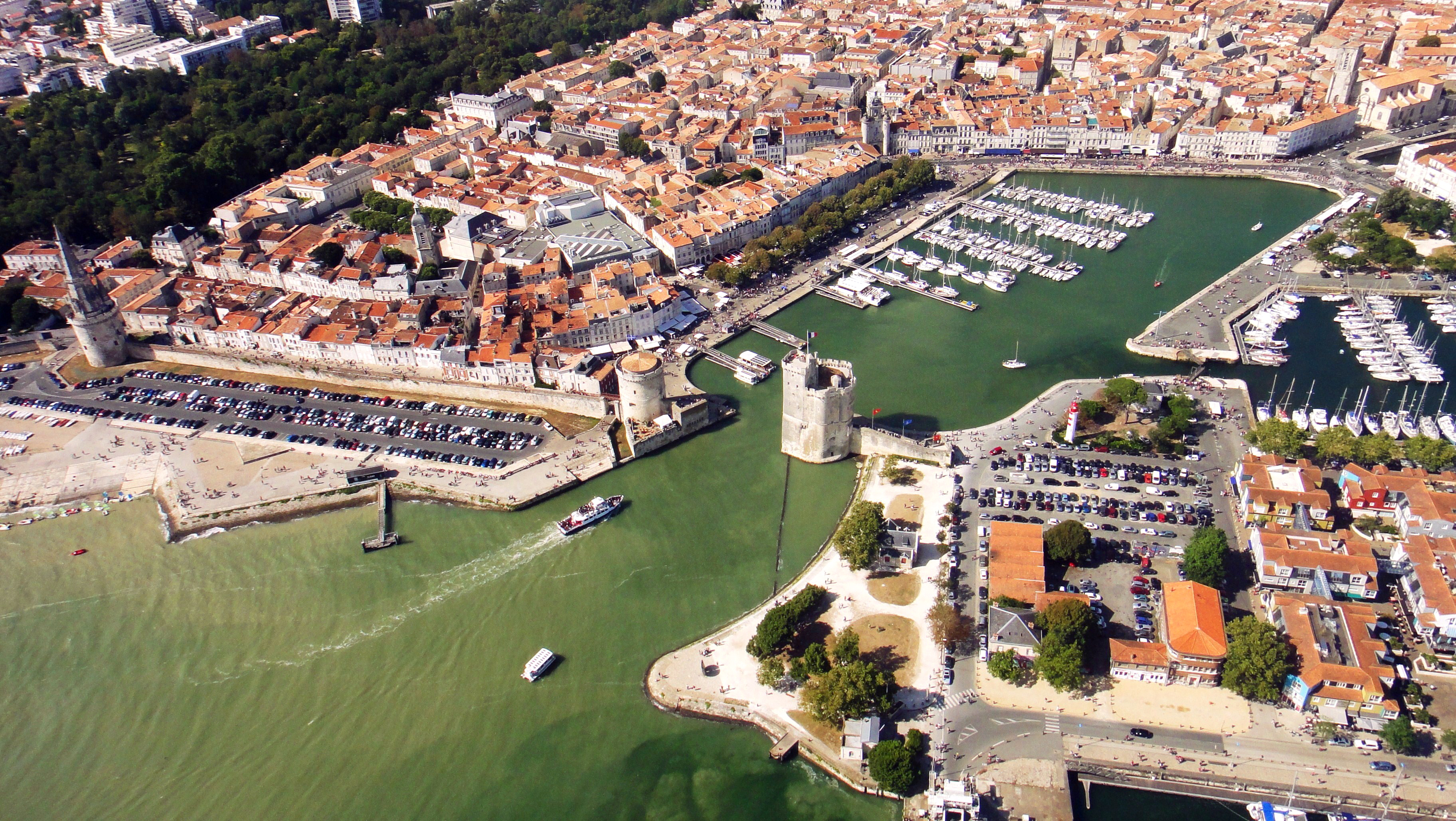
Le Vieux-Port de La Rochelle, lieu de tournage de l'épreuve.

Dans la première épreuve, le premier groupe de candidats est reçu au Vieux-port de La Rochelle par le chef triplement étoilé Christopher Coutanceau. Le chef demande aux candidats de cuisiner en une heure trente un poisson de la tête à la queue, c'est-à-dire la tête, les écailles, les arêtes et la chair. Il choisit pour cette épreuve les cinq poissons qu'il préfère. Il qualifiera les deux meilleures assiettes.
Deux candidats ont été sélectionnés dans chaque brigade pour participer à cette épreuve et travaillent en binôme. Seule Justine, la candidate solitaire, qui a décidé de participer à cette épreuve, affronte ses adversaires en individuel.
Hélène Darroze associe Jean-Philippe et Mallory de la brigade rouge. Ils doivent travailler ensemble le maquereau. Leur recette est jugée intéressante par Hélène Darroze, qui émet toutefois des réserves sur leur jus au vin rouge qu'elle trouve trop acide. Les candidats rectifient leur jus en le liant avec les abats du poisson, ce qui adoucit le goût.
Dans la brigade bleue de Philippe Etchebest, Martin et Gratien se voient attribuer la vieille. Leur chef trouve qu'ils n'utilisent pas le poisson en entier et Gratien a l'idée de souffler les écailles du poisson et de frire les nageoires et la queue pour varier les textures
Paul Pairet (brigade violette) associe Mory et Gianmarco qui cuisinent la vive. Quand leur chef leur signale qu'ils ne valorisent pas la tête du poisson, les deux candidats goûtent d'abord les yeux du poisson avant de se contenter d'utiliser la tête pour renforcer le goût de leur sauce matelote.
Michel Sarran met Pauline et Jordan ensemble et le binôme de la brigade jaune cuisine le merlan. Les candidats décident de cuisiner la tête entière, ce qui demande du temps. Malgré les mises en garde de Michel Sarran, ils persistent sur cette piste et manquent de temps au moment du dressage, oubliant de servir leurs chips de peau et livrant des assiettes incomplètes.
Justine, qui cuisine la sardine, reçoit brièvement la visite des quatre chefs, mais, seule sur son poste, elle surcuit la chair du poisson.
À l'issue de la dégustation, le chef Coutanceau choisit d'abord l'assiette pour laquelle il a eu un coup de cœur : le filet de maquereau en deux façons, légumes racines, jus de têtes de maquereau lié aux foies de maquereaux, qualifiant ainsi Jean-Philippe et Mallory de la brigade rouge pour la semaine suivante. Il choisit en second la vieille de mer toute entière permettant à Gratien et Martin de la brigade Etchebest de se qualifier. Les autres candidats se retrouvent sur la sellette.

#### 2eépreuve: cuisson en croûte originale

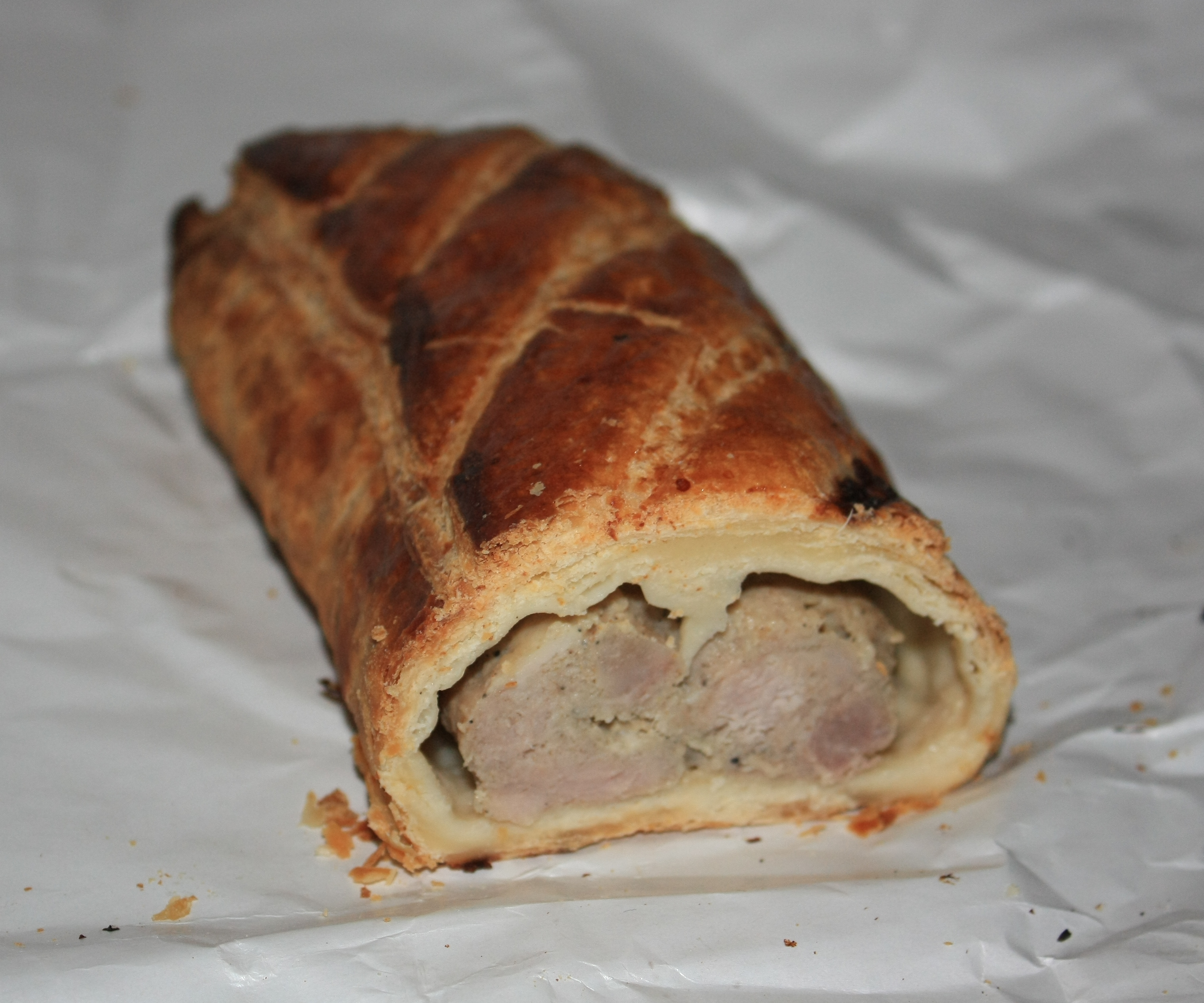
Un pâté en croûte.

La seconde épreuve se déroule dans les cuisines de Top Chef. Le chef triplement étoilé Glenn Viel demande aux quatre candidats n'ayant par participé à la première épreuve de réinventer une cuisson à l'étouffée à travers une croûte originale en une heure trente. Le chef attend de la fantaisie mais aussi de la cohérence dans les échanges de goût entre la croûte et le produit à l'intérieur. À l'issue de cette épreuve, le candidat qui réalise le meilleur plat est qualifié pour la semaine suivante, les autres étant sur la sellette.
Nastasia de la brigade jaune décide de cuisiner le bar en croûte d'argile ; Adrien de la brigade violette choisit le pigeon cuit en croûte de pain au pin ; le candidat de la brigade bleue, Diego, travaille le canard en croûte de cire d'abeille ; enfin, David, de la brigade rouge, cuisine la poire en croûte de sapin douglas. Les candidats ne peuvent vérifier la cuisson de leur élément principal, car la croûte n'est découpée par le chef qu'au moment de la dégustation.
À l'issue de la dégustation, le chef Viel choisit l'assiette le "pingeon", qualifiant ainsi Adrien de la brigade violette pour la semaine suivante. Les autres candidats sont sur la sellette.

#### Dernière chance: la betterave
Philippe Etchebest et Hélène Darroze n'ont qu'un seul candidat sur la sellette, respectivement Diego et David. De fait, ils sont automatiquement envoyés en dernière chance. Pour la brigade violette, Paul Pairet doit choisir entre Mory et Gianmarco et décide d'envoyer ce dernier en dernière chance, ce qui qualifie Mory pour la suite du concours. Michel Sarran doit choisir parmi tous les membres de sa brigade qui sont tous sur la sellette et envoie Jordan en dernière chance, Pauline et Nastasia étant ainsi qualifiées. Enfin, Justine, candidate solitaire, participe automatiquement à cette épreuve. Stéphane Rotenberg annonce que si Justine n'est pas éliminée, elle intégrera la brigade du candidat éliminé.
Les candidats ont une heure pour cuisiner la betterave. Les plats sont ensuite dégustés à l'aveugle. Après la dégustation, les chefs dévoilent leur verdict aux cinq candidats : la betterave fait son show est le coup de cœur des chefs. Justine se place donc à côté du présentateur. Ensuite, sont annoncées dans l'ordre les deux assiettes betterave en différentes textures, framboise, sauce piquante, citron vert et salade de betterave, framboise, wasabi. Jordan et David sont donc qualifiés pour la semaine suivante. Enfin, la dernière qualifiée est le tian de betteraves fumées, beurre noisette et framboise-harissa, permettant à Diego de réintégrer sa brigade.
Par conséquent, Gianmarco est éliminé et Justine intègre la place laissée vacante dans la brigade de Paul Pairet,,,,,,.

### 3eépisode: l'entrée-dessertet l'assiette inversée
Cet épisode est diffusé pour la première fois le mercredi 4 mars 2020.
Les douze candidats restants s'affrontent au cours de deux épreuves.

#### 1reépreuve: l'entrée dessert et le fromage dessert
La première épreuve se déroule dans les cuisines de Top Chef, avec le chef pâtissier doublement étoilé Sébastien Vauxion, qui a créé un restaurant gastronomique de desserts (entrée, plat, fromage y sont des desserts). Il demande à aux quatre brigades de créer chacune une « entrée-dessert » et un « fromage-dessert ». L'« entrée-dessert»  est un dessert qui doit pouvoir être servi en entrée, et qui comprend un fruit et un légume froid, condimenté avec une vinaigrette. Le « fromage-dessert » doit comprendre un fromage et un fruit.
Les deux assiettes seront dégustées par Sébastien Vauxion. La victoire sera donnée à la brigade ayant cuisiné le meilleur fromage-dessert. Cependant, ne seront admises pour la dégustation de cette assiette que trois brigades, la brigade ayant présenté l'entrée-dessert la moins convaincante n'étant pas dégustée.
Pour cette épreuve, les chefs répartissent les candidats de leurs brigades sur les deux assiettes. Paul Pairet affecte Mory et Justine sur l'entrée et confie à Adrien la réalisation du fromage. Philippe Etchebest place Martin et Diego sur l'entrée et Gratien sur le fromage. Hélène Darroze confie l'entrée à David et le fromage à Jean-Philippe et Mallory. Enfin Michel Sarran délègue l'entrée à Jordan et met les deux femmes de son équipe, Pauline et Nastasia, sur le fromage.
Après la dégustation des quatre entrées, Sébastien Vauxion décide d'écarter l'entrée de la brigade jaune réalisée par Jordan, éliminant ainsi Nastasia et Pauline, dont le fromage-dessert n'est pas dégusté. Après dégustation des trois autres fromages-desserts, Sébastien Vauxion donne la victoire au Crémeux et air de brebis de Gratien, ce qui qualifie donc l'ensemble de la brigade bleue de Philippe Etchebest pour la semaine suivante.

#### 2eépreuve: l'assiette inversée

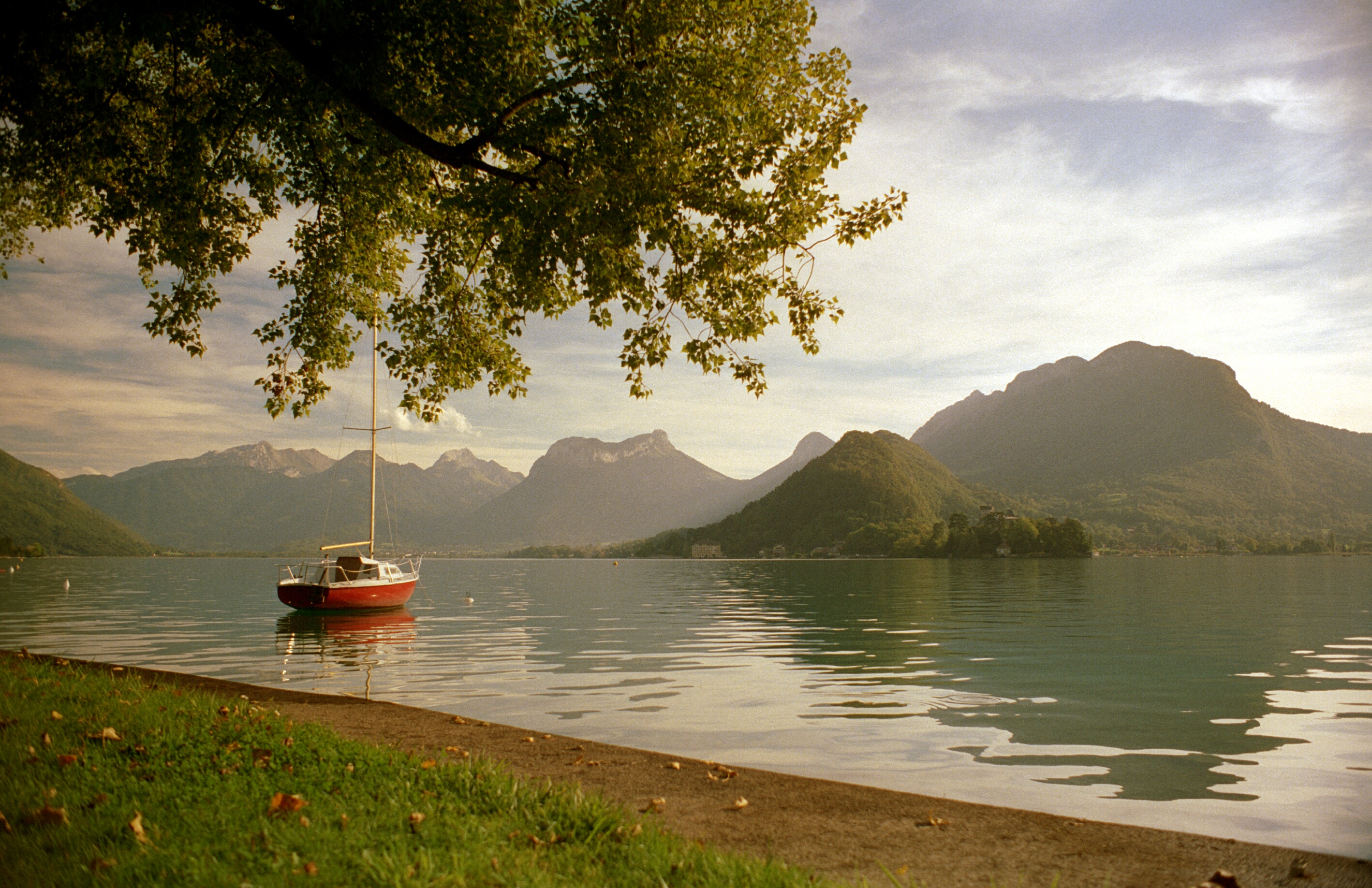
Le lac d'Annecy.

Dans la seconde épreuve, les candidats restants sont reçus au bord du lac d'Annecy par le chef trois étoiles Laurent Petit, qui leur demande de réaliser des assiettes inversées, où le légume est l'élément central de l'assiette et le poisson un condiment. Chaque brigade doit réaliser deux assiettes, mais seuls le ou les candidats ayant réalisé l'assiette victorieuse seront qualifiés sur cette épreuve.
Les chefs répartissent les candidats de leurs brigades sur deux assiettes. Certains candidats travaillent donc seuls (Mory, Mallory et Pauline), les autres étant en binôme. Les candidats partent cueillir eux-mêmes leurs légumes dans le potager du restaurant et utilisent des poissons du lac fumés par Laurent Petit, et au sein des binômes ce sont Justine, Jean-Philippe et Jordan qui sont chargés de prendre les produits. À la cueillette, Justine pense prendre des navets et cueille en fait des radis, qui ont un goût beaucoup plus agressif. Adrien réagit en proposant de l'adoucir avec du soja. Jordan a cueilli des fenouils trop gros et, n'arrivant pas à les cuire, Pauline et lui se rabattent en urgence sur le chou-rave.
À l'issue de la dégustation, Laurent Petit a une préférence pour deux assiettes. Il ne peut en qualifier qu'une et précise d'abord que celle qu'il place en second est la Carotte rôtie, jus de carotte tranché parfumé à l'omble de Mallory, puis il indique que le plat victorieux est la Feuille à la feuille de chou, truite fumée, crème aux fleurs. C'est le plat de Mory, qui est donc qualifié pour la semaine suivante.

#### Dernière chance: les abats
Les candidats non qualifiés dans l'épreuve précédente sont sur la sellette. Hélène Darroze doit choisir qui envoyer en dernière chance parmi les trois candidats de sa brigade. Mallory et David ayant tous les deux reçus des compliments du jury sur les deux épreuves précédentes, elle décide de faire participer Jean-Philippe. Paul Pairet, à défaut de critère évident, décide de qualifier Justine qui est déjà allée deux fois en dernière chance et c'est donc Adrien qui va devoir défendre sa place. Enfin Michel Sarran décide de sanctionner Nastasia pour ses erreurs lors de la seconde épreuve et c'est elle qui part en dernière chance pour la brigade jaune.
Adrien, Jean-Philippe et Nastasia disposent d'une heure pour réaliser un plat à base d'abats.
Les plats sont dégustés à l'aveugle par Michel Sarran, Hélène Darroze, Philippe Etchebest et Paul Pairet. Après dégustation, le verdict est annoncé aux candidats. Les chefs retiennent en premier le Pad thaï de cervelle d'agneau qui est le plat d'Adrien. Celui-ci est donc qualifié pour la semaine suivante du concours. Philippe Etchebest annonce ensuite le nom du plat non retenu, le Ris de veau terre et mer, vinaigrette acidulée. C'est le plat de Jean-Philippe.
Par conséquent, Nastasia est sauvée et c'est Jean-Philippe, de la brigade de Hélène Darroze, qui est éliminé à la fin de cet épisode,,,.

### 4eépisode: épreuves par brigade, le poulet rôti et les duels
Cet épisode est diffusé pour la première fois le mercredi 11 mars 2020.
Dans cet épisode, toutes les épreuves sont jouées par équipes. Les brigades cuisinent ensemble sur chacune des deux épreuves et de qualifient ensemble. Les brigades non qualifiées à la fin de l'épisode iront au complet en épreuve de la dernière chance.

#### 1reépreuve: le poulet rôti

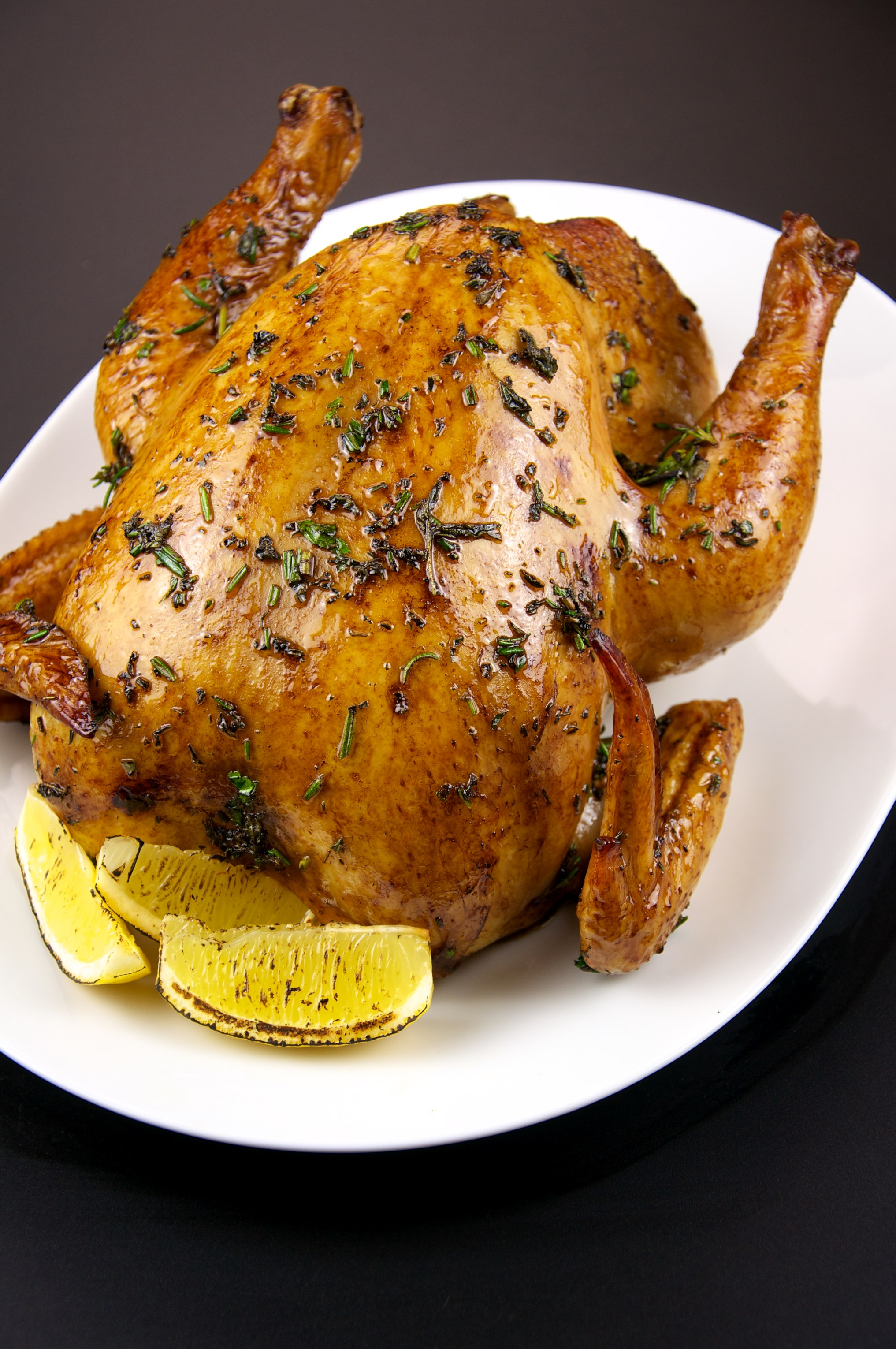
Un poulet rôti, thème de l'épreuve.

La première épreuve porte sur le poulet rôti avec le chef 2 étoiles Christophe Hardiquest. Chaque brigade doit cuisiner en une heure trente le suprême, accommodé de deux pièces moins nobles du poulet imposées à chaque brigade. Le poulet doit être accompagné de frites.
Les brigades découvrent sous une cloche les deux parties « inédites » du poulet qu'elles doivent intégrer à leur plat : la brigade violette de Paul Pairet découvre des ailerons et la crête de poulet, la brigade bleue de Philippe Etchebest hérite du croupion et le gésier, la brigade rouge d'Hélène Darroze découvre le foie et le cou de poulet, tandis que la brigade jaune de Michel Sarran devra accommoder la patte et le cœur du poulet.
À l'issue du temps de cuisine, chaque brigade vient servir son plat à Christophe Hardiquest dans la cuisine de Top Chef, pendant que les chefs et les autres candidats assistent aux dégustations depuis les vestiaires. Après avoir dégusté les quatre plats, Christophe Hardiquest annonce à Stéphane Rotenberg que le plat qu'il qualifie est l'Aller-retour Mississi-Seine et épices cajun de la brigade de Paul Pairet. Adrien, Justine et Mory sont donc qualifiés directement pour la semaine suivante et ne participent pas à la seconde épreuve.

#### 2eépreuve: les duels
Dans la seconde épreuve, au format inédit depuis la création du concours, les trois brigades restantes affrontent en duel trois anciens candidats devenus chefs étoilés : Franck Pelux (saison 8), Guillaume Sanchez (saison 8) et Ludovic Turac (saison 2). Chacun d'eux a réalisé un plat en une heure autour d'un produit de leur choix. Chaque brigade est opposée à l'un de ces chefs et dispose de deux heures pour essayer de faire mieux avec le même produit. Au début du temps imparti pour l'épreuve, les plats des trois anciens candidats sont dissimulés sous une cloche mais, pendant l'épreuve, chaque chef de brigade et un de ses candidats est autorisé à aller déclocher le plat de l'ancien candidat et à le goûter, afin d'affiner leur recette en fonction de la réalisation de leur adversaire.
La brigade rouge d'Hélène Darroze est opposée à Franck Pelux sur le thème de la langoustine. Hélène Darroze va goûter le plat avec Mallory et découvre qu'il a une identité affirmée avec sa touche asiatique. Décidant d'affirmer les goûts du plat de la brigade rouge, David a l'idée de piquer la langoustine avec du jus de yuzu. La brigade jaune de Michel Sarran affronte Guillaume Sanchez autour de la moule et c'est Jordan qui va découvrir le plat avec son chef de brigade. Le plat de Guillaume Sanchez est très marqué par le goût du bouillon de bois. En retour, Jordan propose à ses coéquipières de renforcer le goût de la moule fumée dans leur plat. Enfin, la brigade bleue de Philippe Etchebest se mesure à Ludovic Turac sur le thème du rouget. Le chef Etchebest choisit Martin pour aller découvrir ensemble le plat de leur adversaire. Découvrant une assiette très graphique, les bleus décident de perfectionner leur dressage.
Les plats sont jugés à l'aveugle par le chef trois étoiles Arnaud Donckele. Après dégustation, celui-ci vient en cuisine et découvre l'identité des candidats. Il annonce qu'il a eu un coup de cœur pour le rouget en écailles soufflées qui est le plat de la brigade bleue. Il a préféré le plat de langoustine de la brigade rouge mais a préféré le plat de moules de Guillaume Sanchez. Les brigades bleues et rouges se qualifient pour la suite du concours, tandis que la brigade jaune de Michel Sarran au complet est envoyée en dernière chance.

#### Dernière chance: le chou
Jordan, Nastasia et Pauline de la brigade jaune disposent d'une heure pour réaliser un plat autour du chou. Plusieurs variétés de choux sont disponibles au garde-manger.
Les quatre chefs dégustent les plats à l'aveugle et qualifient en premier le plat de Nastasia. L'élimination se joue entre Pauline et Jordan. C'est finalement Jordan qui est définitivement éliminé,,,,,,.

### 5eépisode: épreuve des enfants et artichaut-foie gras
Cet épisode est diffusé pour la première fois le mercredi 18 mars 2020.

#### 1reépreuve: l'épreuve des enfants
La première épreuve est l'épreuve des enfants et porte sur une assiette « anti-gaspillage » alimentaire. Les candidats sont reçus à la Fondation Good Planet au bois de Boulogne par Yann Arthus-Bertrand et le chef deux étoiles Christophe Aribert. Les candidats doivent réaliser des assiettes à partir d'ingrédients habituellement jetés à la poubelle : légumes gâtés, épluchures de légumes, carcasses de viande ou de crustacés, gras de viande, croûtes de fromage, etc. Les assiettes sont dégustées d'une part par des enfants accompagnés par Yann Arthus-Bertrand et d'autre part par Christophe Aribert. Chacun de ces jurys peut qualifier une assiette, ce qui qualifie les candidats l'ayant réalisée. Les jurys peuvent qualifier des candidats différents.
Les candidats travaillent en binôme, sauf dans les brigades encore au complet ou un des candidats travaille seul, ce qui est le cas d'Adrien (brigade violette) et Martin (brigade bleue).
À la dégustation, la carbonara de salsifis de Diego et Gratien, plaît beaucoup, de même que les gyozas de David et Mallory et la tomate farcie de Martin. À l'issue des dégustations, les enfants choisissent le plat de David et Mallory de la brigade rouge. Christophe Aribert retient le même plat. Seuls ces deux candidats sont donc qualifiés à la suite de cette épreuve.

#### 2eépreuve: l'artichaut-foie gras «n°13»
Les huit candidats restants sont rassemblés dans les vestiaires où Stéphane Rotenberg leur présente le chef deux étoiles et Meilleur ouvrier de France Mathieu Viannay, chef du restaurant historique de la Mère Brazier. Un des plats emblématiques d'Eugénie Brazier est l'artichaut-foie gras, qui est resté inchangé à la carte du restaurant pendant plus de quatre-vingt ans. Depuis qu'il a repris le restaurant, Mathieu Viannay a revisité le plat d'artichaut-foie gras douze fois. Après avoir fait goûter quelques-unes de ses versions aux candidats, il leur demande d'imaginer et réaliser la version « n°13 » en une heure trente.
À l'issue des dégustations, le chef Mathieu Viannay préfère l'assiette de Gratien et Martin. Ces deux candidats sont donc qualifiés à leur tour pour la semaine suivante.

#### Dernière chance: l'œuf

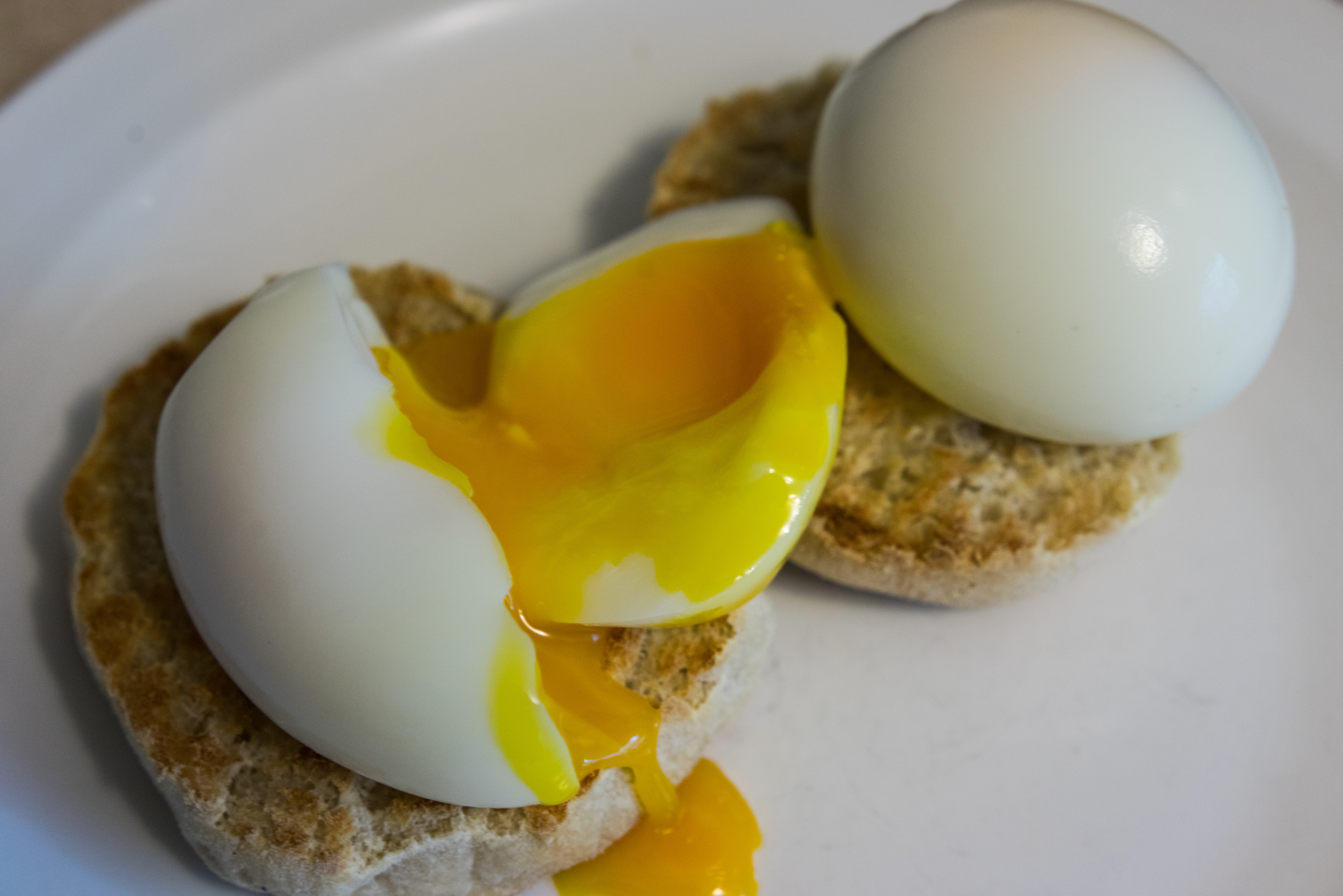
Œufs mollets.

Chacun des chefs doit désigner parmi les candidats non qualifiés de sa brigade, lequel il envoie en dernière chance avec un risque d'élimination à la clé. Tous les candidats de la brigade rouge d'Hélène Darroze sont qualifiés et ils ne participent donc pas à l'épreuve. Philippe Etchebest n'a plus qu'un candidat non qualifié dans la brigade bleue : Diego. Ce candidat participe donc automatiquement à l'épreuve. Aucun des trois candidats de la brigade violette de Paul Pairet n'ayant démérité lors des deux épreuves précédentes, le chef choisit stratégiquement d'envoyer Mory, car il pense que ce candidat a le plus de chance de gagner l'épreuve. Michel Sarran n'a lui non plus aucune raison de désigner l'une ou l'autre des candidates de sa brigade jaune et se réfère à la dernière chance de la semaine précédente pour justifier son choix de qualifier Nastasia et d'envoyer Pauline en dernière chance.
Diego, Mory et Pauline ont une heure pour réaliser un plat autour de l'œuf.
Mory décide de déstructurer l'œuf et de travailler les blancs sous forme de tagliatelles pour donner à l'assiette un aspect de tagliatelles carbonara. Pauline est peu inspirée par les œufs, aliment qu'elle ne digère pas, et elle réalise une assiette printanière autour des œufs de caille. Diego réalise des œufs mollet frits, qui demandent une sous-cuisson de l’œuf mollet dans un premier temps avant d'être frit, ce qui est délicat à gérer par lui, les œufs peu cuits cassant facilement lors des manipulations. Il parvient tant bien que mal à dresser ses assiettes.
Les plats sont dégustés à l'aveugle par les quatre chefs. S'ils trouvent des qualités aux deux premières assiettes qui leur sont présentées, ils sont unanimes pour saluer la troisième assiette de blancs d'œuf façon tagliatelles qui leur est présentée.
Le verdict est annoncé face aux trois candidats : le jury a eu un coup de cœur pour l'Œuf façon carbonara sans pâtes, crème acidulée au cumin qui est le plat de Mory. Le candidat est donc qualifié en premier. Le plat retenu en seconde place est le Simple œuf mollet, courge, noisette et suc de butternut, qui est le plat de Diego. C'est donc Pauline, de la brigade de Michel Sarran, qui est éliminée,,,.

### 6eépisode: dessert sans sucre et bœuf en cuit et cru
Cet épisode est diffusé pour la première fois le mercredi 25 mars 2020.

#### 1reépreuve: le dessert sans sucre
Les neuf candidats encore en lice se retrouvent dans les cuisines de Top Chef, où se déroule la première épreuve de cet épisode en présence du chef pâtissier du George V, Michaël Bartocetti. Il s'agit de réaliser en deux heures un dessert sans aucun sucre ajouté, en n'utilisant que la sucrosité naturelle des produits. Michaël Bartocetti éliminera une assiette au visuel avant dégustation et en qualifiera deux après dégustation.
À la fin du temps imparti, Michaël Bartocetti fait le tour des six plans de travail et demande à chaque candidat de donner l'intitulé de son plat et de le décrire. Il décide alors d'écarter l'assiette de Gratien, qui est la moins travaillée esthétiquement. Après avoir dégusté les cinq autres assiettes, Michaël Bartocetti annonce qu'il a eu un coup de cœur pour le Rosier de pommes qu'il qualifie en premier. David et Mallory sont donc qualifiés pour la semaine suivante. Pour la seconde place, le chef pâtissier hésite entre le Marbré de banane, pécan, rhum et citron et la Courge d'automne, pamplemousse et café. Il décide finalement de qualifier l'assiette de courge, ce qui qualifie donc Diego et Martin.

#### 2eépreuve: le bœuf en cuit et cru

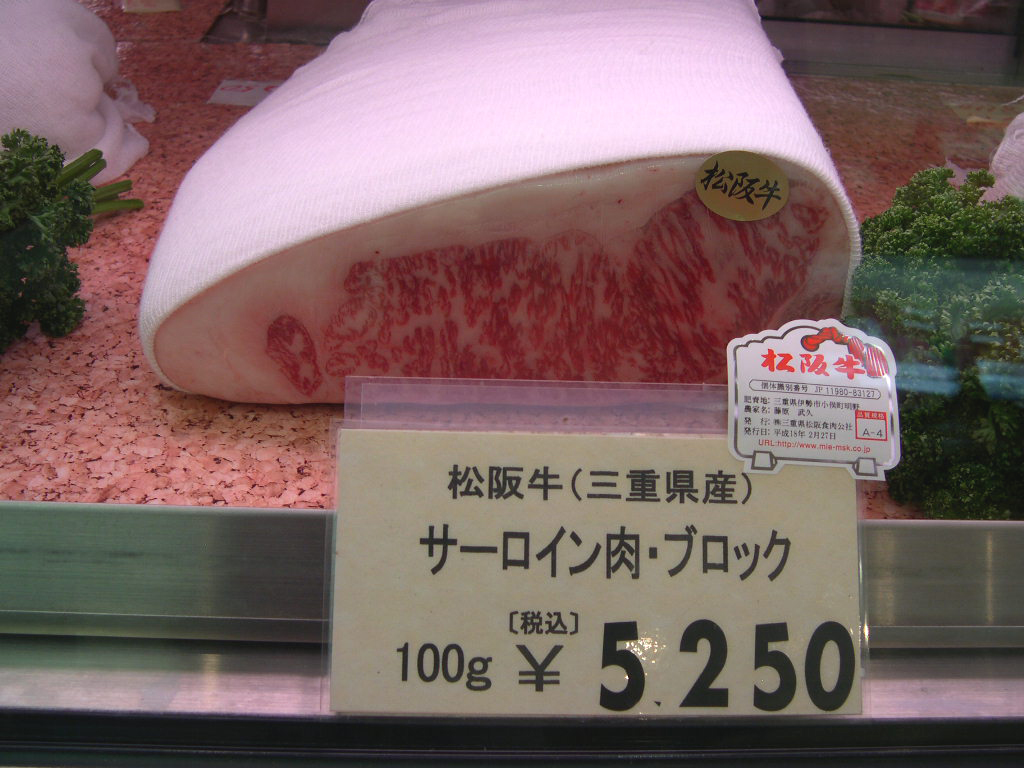
Pièce de viande de bœuf wagyu.

Les cinq candidats restants se retrouvent pour la seconde épreuve qui a encore lieu dans les cuisines de Top Chef. Stéphane Rotenberg présente le chef deux étoiles Christophe Hay, qui élève un cheptel de bœuf wagyu dans des conditions respectant l'animal et dont il cuisine la viande dans son restaurant. L'épreuve consiste à travailler en une heure trente un faux-filet de bœuf wagyu de deux façons : une préparation cuite et une préparation crue avec un lien entre les deux recettes.
À l'issue de l'épreuve, le chef réalisera un classement des assiettes et qualifiera les trois meilleures assiettes. Les deux candidats les plus mal classés iront directement en dernière chance, quelle que soit leur brigade. Il n'y a donc pas de sellette dans cet épisode.
Après dégustation des cinq plats, le chef Christophe Hay annonce qu'il a eu un coup de cœur pour le plat Bœuf et gras aux saveurs d'Asie de Nastasia. Il qualifie en second le plat Ma version du bœuf-carottes iodé de Gratien. Enfin, le troisième plat retenu est le 4h du matin Shinjuku d'Adrien. Mory et Justine de la brigade de Paul Pairet s'affronteront donc en dernière chance.
Après que Christophe Hay a quitté le plateau, Stéphane Rotenberg annonce que les brigades vont être rééquilibrées à deux candidats par brigade en vue de la suite du concours. Hélène Darroze n'a plus que deux candidats dans sa brigade rouge, il n'y a donc pas de changement pour elle. Paul Pairet perdra forcément un de ses trois candidats lors de l'épreuve de la dernière chance et n'est donc pas concerné non plus. Michel Sarran n'a plus qu'une seule candidate alors que Philippe Etchebest a encore trois candidats. Philippe Etchebest doit donc choisir un candidat de sa brigade qui rejoindra l'équipe jaune de Michel Sarran. Il indique qu'il fait un choix « stratégique » et désigne Diego. Ce dernier enlève ses manches bleues pour revêtir les manches jaunes de la brigade de Michel Sarran.

#### Dernière chance: l'huître
Justine et Mory ont une heure pour réaliser une bouchée à base d'huître. Seul Paul Pairet dégustera les deux bouchées, les yeux bandés et décidera donc du verdict de l'épreuve.
Après dégustation, Paul Pairet choisit de conserver la bouchée « n° 1 » qui est celle de Mory. C'est donc Justine qui est éliminée,,,,,,.

### 7eépisode: «Qui peut battre Philippe Etchebest?» et plat signature de Stéphanie Le Quellec
Cet épisode est diffusé pour la première fois le mercredi 1er avril 2020.

#### 1reépreuve: «Qui peut battre Philippe Etchebest?»
Les huit candidats encore en lice s'affrontent par brigade dans l'épreuve Qui peut battre Philippe Etchebest ? Les quatre brigades disposent d'une heure trente pour réaliser un plat sur le thème des cucurbitacées. Philippe Etchebest réalise également une assiette mais ne dispose que de 45 minutes. Les cinq assiettes seront dégustées à l'aveugle et séparément par Hélène Darroze, Michel Sarran et Paul Pairet, qui ne savent pas que Philippe Etchebest participe à l'épreuve. C'est le chef trois étoiles Gilles Goujon qui aide les candidats en cuisine.
À l'issue des dégustations, les trois chefs du jury classent et notent chacun hors caméra les cinq assiettes de 1 à 5.
De retour avec les quatre chefs en cuisine Stéphane Rotenberg révèle aux trois autres chefs que Philippe Etchebest n'a pas participé aux dégustations et était le cuisinier d'un des cinq plats. Il révèle ensuite la note totale de chaque brigade. La brigade bleue et la brigade violette ont fait mieux que Philippe Etchebest, pénalisé par le vote défavorable d'Hélène Darroze. Gratien, Martin, Mory et Adrien sont donc qualifiés directement pour la semaine suivante.

#### 2eépreuve: le plat signature de Stéphanie Le Quellec
Nastasia, Diego, Mallory et David sont accueillis dans les vestiaires de Top Chef par Stéphane Rotenberg et la cheffe deux étoiles Stéphanie Le Quellec (gagnante de la saison 2 de Top Chef). Celle-ci leur demande de reproduire à l'identique l'un de ses plats signatures, les petits rougets de roche « cuits de peur », sucs de bouillabaisse. Les candidats découvrent le plat sous cloche et peuvent l'analyser et le goûter. Ils disposent ensuite d'une heure trente pour reproduire ce plat. Une des quatre assiettes sera écartée au visuel et ne sera pas dégustée. Une seule assiette parmi les trois restantes sera qualifiée après dégustation.
Le plat demande beaucoup de technique : il s'agit de réussir la cuisson du poisson, le laquage, le marbrage et enfin le dressage et les garnitures. Les deux filets désarêtés sont recollés ensemble à la fécule de maïs et serrés en ballotine. Le poisson est ensuite saisi quelques minutes au four à forte température, d'où l'appellation « cuit de peur » qui doit interpeller les candidats. Le laquage est effectué avec une réduction de bouillabaisse. Le marbrage est réalisé avec un filet de rouille.
Diego et Mallory partent sur une cuisson des filets à basse température alors que Nastasia est la seule qui a compris que les rougets devaient être collés à la fécule de maïs et saisis au four très chaud. Mais elles les oublie au thermoplongeurqui devait les maintenir chauds et les filets se retrouvent surcuits, ce qui nuit à son dressage. Mallory rate également la cuisson de ses tranches de pommes de terre et relance une cuisson à 3 minutes de la fin de l'épreuve. Il parvient in extremis à dresser ses garnitures.
L'épreuve terminée, les quatre candidats viennent poser leur assiette devant Stéphanie Le Quellec. Celle-ci retient au visuel les assiettes de Mallory, David et Diego. L'assiette de Nastasia n'est donc pas dégustée. Après dégustation, Stéphanie Le Quellec donne la victoire à l'assiette de David, qui est donc qualifié pour la semaine suivante. Les trois autres candidats sont sur la sellette.

#### Dernière chance: la pomme
Mallory est le seul candidat de la brigade rouge sur la sellette et participe automatiquement à l'épreuve de la dernière chance. Dans la brigade jaune, Diego et Nastasia sont sur la sellette. Michel Sarran prend en compte l'épreuve précédente et sauve Diego, envoyant Nastasia affronter Mallory. Les candidats disposent d'une heure pour réaliser un plat autour de la pomme.
Après dégustation à l'aveugle par les quatre chefs, Michel Sarran annonce que le plat retenu est la Crêpe au sarrasin, pommes confites, pommes crues marinées, vanille et caramel acidulé. Par conséquent, Mallory est qualifié et c'est Nastasia, de la brigade de Michel Sarran, dernière femme du concours, qui est éliminée,,,.

### 8eépisode: épreuve de dressage et pâtes gastronomiques
Cet épisode est diffusé pour la première fois le mercredi 8 avril 2020.
Lors de la diffusion de cet épisode ainsi que des deux suivants, l'émission est raccourcie d'une heure environ. L'épreuve de la dernière chance prévue à l'origine pour l'épisode 8 sera diffusée lors de l'épisode suivant,. Il n'y a donc pas de candidat éliminé au cours de cet épisode.

#### 1reépreuve: le dressage avec Jacques Maximin, inventeur du dressage cerclé

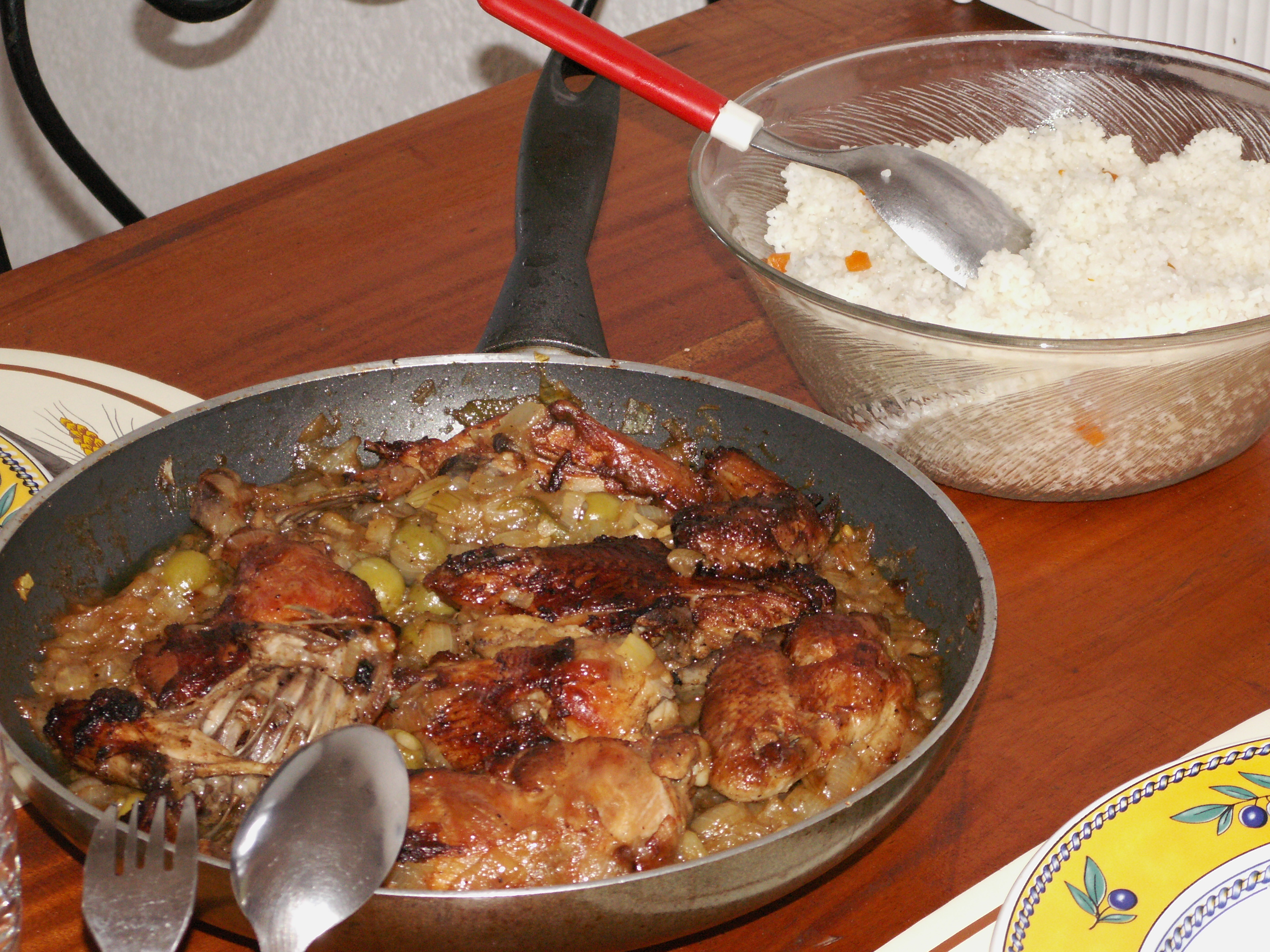
Un yassa, plat africain ayant inspiré le plat victorieux de Diego.

La première épreuve de l'épisode 8 se déroule dans les studios de Top Chef. Le chef deux étoiles et Meilleur ouvrier de France Jacques Maximin, qui est l'inventeur du dressage cerclé, demande aux candidats de cuisiner le pigeon à leur façon, par équipe, mais d'en réaliser le dressage individuellement.
Les sept candidats disposent d'une heure trente pour leurs préparations par équipe, mais chaque candidat réalise son dressage individuellement pendant les dix dernières minutes de l'épreuve. Diego, seul candidat de la brigade jaune de Michel Sarran, est associé pour les préparations à Adrien et Mory de la brigade violette de Paul Pairet. Seule l'assiette la mieux dressée de chaque équipe sera dégustée avec en jeu la qualification du meilleur candidat.
Jacques Maximin découvre d'abord les deux dressages du pigeon Rossini, salsifis, poire, sauce lie de vin et jus au sang de la brigade rouge. Il sélectionne au visuel l'assiette de Mallory. Il découvre ensuite les deux versions du pigeon rôti aux saveurs d'orient de la brigade bleue et choisit l'assiette de Martin. Enfin, le chef découvre les trois dressages différents de pigeon Yassa faits par Mory, Adrien et Diego. Il retient l'assiette de Diego.
À la dégustation, Jacques Maximin est séduit par le pigeon Rossini et par le pigeon Yassa. Il donne finalement la victoire au pigeon Yassa, qualifiant ainsi Diego.

#### 2eépreuve: les pâtes gastronomiques
La seconde épreuve se déroule en extérieur, au domaine de Madame Élisabeth à Versailles, avec les chefs Simone Zanoni et Alan Taudon. Les candidats doivent cuisiner un plat de pâtes gastronomique et s'affrontent au cours de trois face à face individuels, chaque duel ayant son propre thème. Un candidat sera qualifié sur chaque duel.
À l'issue de chaque duel, les chefs Simone Zanoni et Alan Taudon dégustent les deux assiettes et désignent à chaque duel le vainqueur. Ce sont Mallory, Martin et David qui sont qualifiés pour la semaine suivante. Il n'y a pas de sellette dans cet épisode, les trois candidats perdants, Gratien, Mory et Adrien sont envoyés automatiquement en dernière chance, disputée la semaine suivante,,.

### 9eépisode: retour des candidats éliminés, épreuve de la boîte noire
Cet épisode est diffusé pour la première fois le mercredi 15 avril 2020.
Lors de cet épisode, l'émission est raccourcie d'une heure environ comme l'émission précédente. Il comprend l'épreuve de la dernière chance qui devait initialement conclure la huitième semaine, et la première épreuve prévue initialement pour la neuvième semaine. Le reste de la « neuvième semaine » sera diffusé lors du dixième épisode.

#### Dernière chancede la «huitième semaine»: le retour des candidats éliminés

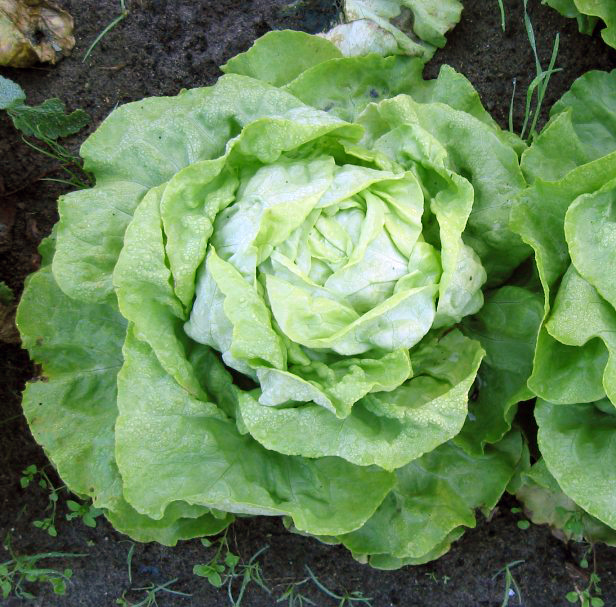
Plusieurs candidats utilisent des laitues dans leur plat.

Les trois candidats envoyés en dernière chance à la fin du huitième épisode, Gratien, Adrien et Mory, ont une heure pour réaliser un plat autour de la salade.
De leur côté, les trois derniers candidats éliminés de chaque brigade, Justine (ex-brigade violette), Jean-Philippe (ex-brigade rouge) et Nastasia (ex-brigade jaune) réalisent la même épreuve.
Les six plats sont dégustés à l'aveugle par Philippe Etchebest, Paul Pairet, Hélène Darroze et Michel Sarran. Ils réalisent un classement des six plats, sans savoir lesquels sont réalisés par les candidats en lice et lesquels sont réalisés par les candidats éliminés. Si le candidat en lice le moins bien placé est classé derrière le candidat éliminé le mieux placé, il quitte le concours et cède sa place à ce candidat éliminé.
Stéphane Rotenberg annonce d'abord que le jury a eu un coup de cœur pour la Sucrine fumée, condiment salade et mer, considérée comme un des meilleurs plats depuis le début du concours. C'est le plat d'Adrien qui est donc sauvé. Mory est également qualifié. Gratien est le moins bien classé des trois candidats envoyé en dernière chance et risque donc de perdre sa place. Enfin Stéphane Rotenberg, annonce que Jean-Philippe, éliminé en troisième semaine a surclassé Gratien.
En conséquence, Justine et Nastasia quittent définitivement le concours, Gratien est éliminé et transmet ses manches bleues à Jean-Philippe, qui réintègre le concours et rejoint la brigade de Philippe Etchebest,.

#### 1reépreuvede la neuvième semaine: la boîte noire avec Pierre Gagnaire
Les sept candidats encore en compétition sont répartis en deux équipes : David et Mallory de la brigade rouge d'Hélène Darroze sont associés à Diego de la brigade jaune de Michel Sarran. Face à eux, Adrien et Mory de la brigade violette de Paul Pairet sont associés à Martin et Jean-Philippe de la brigade bleue de Philippe Etchebest. Ces deux équipes doivent reconstituer le plus fidèlement possible un plat mystère réalisé par le chef multi-étoilé Pierre Gagnaire, placé dans une chambre noire.
Le plat que les candidats doivent identifier est une assiette de tourteau, huître et foie gras, jus de betterave et crème de maïs, dressée sur un priestley de Saint-Jacques, qui est un crémeux de coquilles Saint-Jacques au vin d'Amontillado.
L'épreuve commence quand deux candidats choisis au sein de chaque équipe entrent dans la chambre noire pour y goûter l'assiette dans l'obscurité totale. L'équipe jaune-rouge envoie Diego et David, tandis que l'équipe bleue-violette envoie Adrien et Jean-Philippe. Les candidats partent ensuite récupérer les ingrédients qu'ils ont reconnus au garde-manger et lancent leurs préparations. Les équipes sont ensuite rejointes par leurs chefs de brigade qui entrent à leur tour dans la chambre noire puis aident leurs équipes. Enfin, vers la fin de l'épreuve, Mallory pour l'équipe rouge jaune et Mory pour l'équipe bleue-violette, ont l'occasion de pouvoir regarder sans la toucher l'assiette de Pierre Gagnaire éclairée pendant vingt secondes.
Les équipes avec leurs chefs viennent ensuite à tour de rôle dans les vestiaires de Top Chef présenter leur assiette à Pierre Gagnaire qui leur montre l'assiette originale et déguste leur réalisation. De retour dans les cuisines, Pierre Gagnaire annonce aux candidats son verdict : la victoire est donnée à l'équipe jaune-rouge. Mallory, David et Diego sont donc qualifiés directement pour la neuvième semaine du concours (qui sera diffusée lors de l'épisode 11). Les quatre autres candidats participent à une nouvelle épreuve, qui sera diffusée lors de l'épisode 10,,.

### 10eépisode: chocolat dans un plat salé
Cet épisode est diffusé pour la première fois le mercredi 22 avril 2020.
Lors de cet épisode, l'émission est raccourcie d'une heure environ. Cet épisode, comme les deux précédents, ne montre pas une « semaine » entière de concours, mais, pour celui-ci, uniquement la seconde partie de ce qui aurait dû constituer à l'origine la neuvième semaine du concours. De fait, cet épisode ne montre pas tous les candidats encore en lice mais seulement quatre d'entre eux : Martin, Mory, Jean-Philippe et Adrien. Les trois autres candidats en compétition, Mallory, David et Diego, ont été qualifiés lors de la première épreuve de la « neuvième semaine » de concours, diffusée lors de l'épisode précédent ; on ne les revoit donc que dans la « dixième semaine » du concours qui est retransmise dans le onzième épisode.

#### 2eépreuvede la neuvième semaine: le chocolat dans un plat salé
Adrien, Mory, Martin et Jean-Philippe s'affrontent lors d'une épreuve individuelle d'une heure trente avec le chef deux étoiles Alexandre Mazzia, « cuisinier de l'année » 2019 pour le guide Gault&Millau. Celui-ci leur demande d'introduire du chocolat dans un plat salé, de façon que le chocolat « fasse symbiose avec le plat ».
À la dégustation, Alexandre Mazzia découvre d'abord l'assiette de Jean-Philippe, Céleri rave autour du chocolat blanc et jus de chorizo, qu'il trouve très graphique et très belle mais manquant de relief gustatif et un peu trop ronde en bouche. L'assiette de Mory, Saumon choco-teriyaki, betterave, framboise et piment, très colorée, est jugée agréable à l’œil et audacieuse visuellement. Au goût, Alexandre Mazzia considère que l'équilibre est réussi et que le gomasio de cacao, très épicé, est audacieux. Le chef découvre ensuite l'assiette d'Adrien, Aubergine cacao, saté, jus de tête, qu'il trouve visuellement brute et élégante. Il apprécie le travail de matière et le goût du chocolat qui « se suffirait à lui-même » dans cette assiette qu'il trouve très intelligente. Quand Stéphane Rotenberg demande à Mazzia s'il y a des choses qui pourraient être améliorée dans cette assiette, celui-ci répond « non, ce serait trop prétentieux de pouvoir le dire ». L'assiette de Martin, Gambas retour des Andes, comme un mole poblano, est jugée très lisible visuellement et a un côté vivifiant grâce au jeu du piment.
Après dégustation des quatre assiettes, Alexandre Mazzia annonce que l'assiette d'aubergine cacao se détache du lot. Adrien est donc qualifié pour la semaine suivante.

#### Dernière chance: les agrumes
Mory, Jean-Philippe et Martin sont sur la sellette. Mory est le seul candidat dans la brigade de Paul Pairet et participe donc d'office à l'épreuve de la dernière chance. Martin et Jean-Philippe sont tous les deux dans la brigade de Philippe Etchebest. Ce dernier estime que Martin avait réalisé une assiette plus réussie dans l'épreuve précédente et décide donc de le qualifier. C'est donc Jean-Philippe qui doit affronter Mory. Les deux candidats disposent d'une heure pour réaliser un plat autour des agrumes.
Michel Sarran, Hélène Darroze, Philippe Etchebest et Paul Pairet dégustent les deux assiettes à l'aveugle. Après dégustation, ils annoncent leur verdict devant tous les candidats réunis. L'assiette qui est retenue est celle intitulée Agrumes condimentés aux couteaux. Mory est donc qualifié et Jean-Philippe, qui venait de réintégrer le concours, est donc éliminé,,,.

### 11eépisode: guerre des restos
Cet épisode est diffusé pour la première fois le mercredi 29 avril 2020.
Dans cet épisode, la diffusion reprend son découpage normal avec la diffusion d'une « semaine » complète par épisode.

#### Guerre des restos

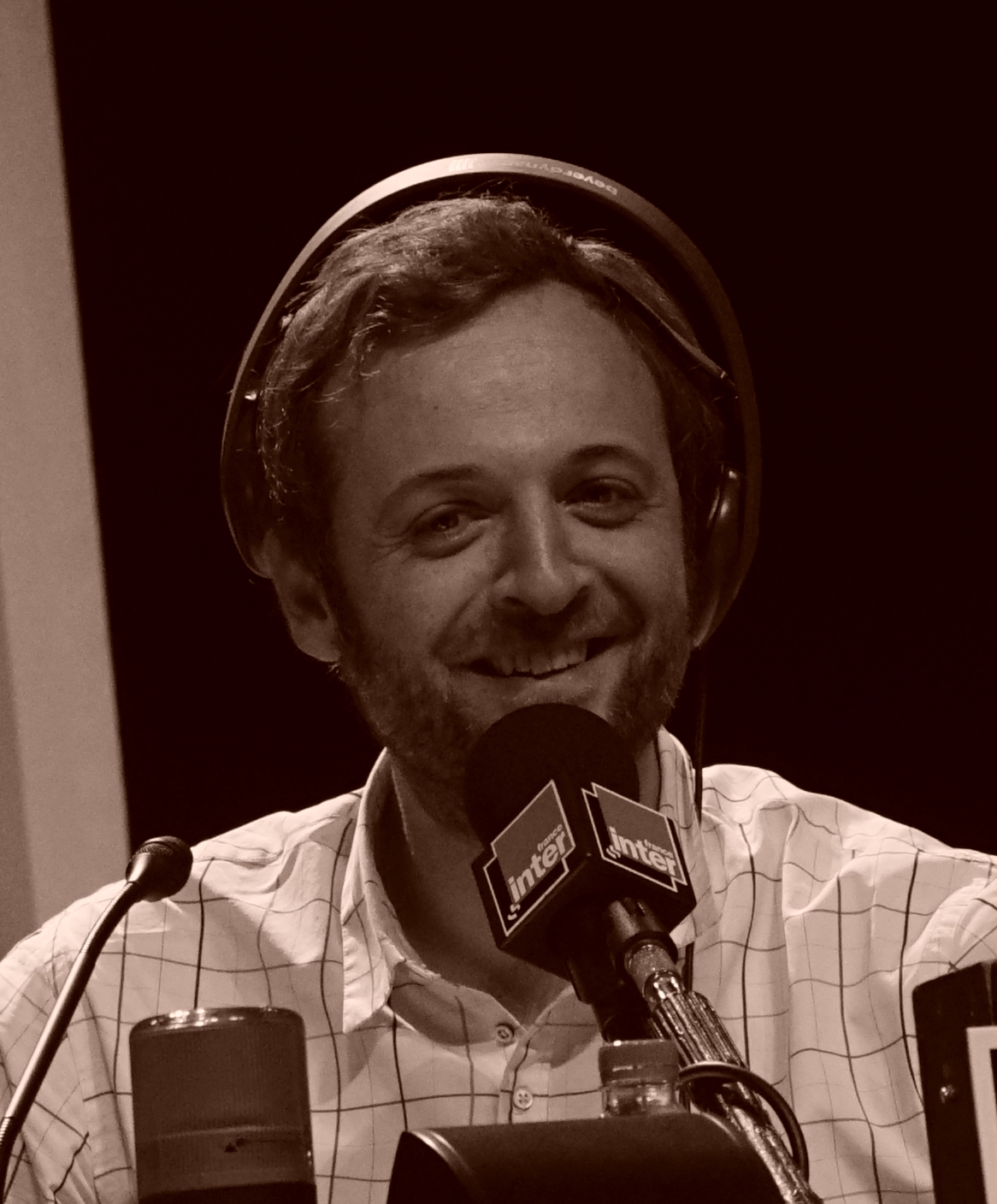
Le journaliste François-Régis Gaudry et ses chroniqueurs forment le jury de la guerre des restos de la saison 11 de Top Chef.

Les six candidats encore en lice, Mallory, David, Diego, Adrien, Mory et Martin, s'affrontent lors de l'épreuve traditionnelle de la Guerre des restos, qui a lieu cette saison dans la ville d'Antony.
Les candidats s'affrontent par équipes. Des duos sont formés par tirage au sort, indépendamment des brigades. Diego est associé à David ; Mallory est associé à Adrien ; Mory est associé à Martin. Ils disposent de deux jours pour créer de toutes pièces un restaurant : son concept, son nom, sa décoration et un menu pour un jury de 15 personnes.
Stéphane Rotenberg fait visiter aux six candidats les trois locaux de restaurant disponibles dans le centre-ville d'Antony : un restaurant portugais, sans vitrine, à l'entrée toute en longueur et à la décoration sommaire, qui déplaît à la plupart des candidats mais pas à Mallory et Adrien ; un restaurant libanais possédant une grande verrière et une décoration intérieure très colorée, qui plaît à Diego mais laisse David sur la réserve ; un restaurant italien à la décoration rustique, qui plaît beaucoup à Mory ainsi qu'à Martin. À l'issue des visites, les candidats tombent facilement d'accord et se répartissent les restaurants : David et Diego prennent le restaurant libanais, Adrien et Mallory le portugais et Mory et Martin l'italien.
Dans le restaurant libanais, David propose le principe d'une galerie d'art, dans laquelle les assiettes seraient des tableaux. Diego n'est pas du tout séduit par le concept qu'il trouve désuet et ennuyeux. David lui propose une dimension plus pop art et spectaculaire et de prendre en charge la décoration, laissant la cuisine à Diego. Ils songent à nommer le restaurant Street Gallery ou Street Food et s'arrêtent finalement sur Food Gallery. David prend en charge l'ameublement et Diego la petite décoration. Les candidats parviennent momentanément à être sur la même longueur d'onde au moment de créer des tableaux pour leur décoration murale.
Dans le restaurant italien, Mory a l'idée d'une jungle urbaine post-apocalyptique. Martin finit par se laisser convaincre, bien qu'il aurait préféré un style chic. Les candidats tombent ensuite d'accord pour structurer leur menu autour de l'idée de pêche, chasse et cueillette et de nommer leur restaurant Chasseur-cueilleur en anglais soit Hunter Gatherer. Martin s'occupe des meubles, Mory de la petite décoration, mais le caddie de plantes qu'il ramène n'est pas à l'échelle du volume à décorer. Martin surprend Mory en ramenant une grande sculpture de gorille, utilisée en décoration extérieure et constate lui aussi l'insuffisance de plantes pour évoquer une jungle.
Dans le restaurant portugais, Adrien et Mallory s'entendent bien et décident de partir sur une idée simple et second degré et s'accordent sur l'idée d'une friterie gastronomique. Adrien propose à Mallory, candidat belge, de prendre sa revanche sur son échec à cuire les frites à la bonne température lors de l'épreuve avec le chef belge Christophe Hardiquest en quatrième semaine : ils proposeront donc dans leur plat des frites cuites à la perfection à 140 °C et nomment leur restaurant 140°C, avec en sous-titre Friterie moderne. Le concept intègre une décoration avec des pommes de terre qui sont le fil conducteur du menu, avec notamment des pommes soufflées en entrée. Adrien prend en charge les meubles et Mallory les accessoires.
Le second jour, les binômes vont acheter leurs ingrédients à l'exception de Mory qui part en forêt chercher une grande quantité de feuillages pour la décoration du restaurant. De retour au restaurant, chaque binôme y retrouve un candidat éliminé qui vient prêter main-forte en tant que commis : Martin et Mory retrouvent Gratien qui aide Martin en cuisine, tandis que Mory s'occupe de décorer la salle. Paul Pairet et Philippe Etchebest viennent visiter le restaurant et suggèrent de revoir la décoration de la devanture et d'affirmer un côté brut de la cuisine. Diego et David sont aidés par Justine qui travaille en cuisine avec Diego. L'ambiance est peu détendue, David et Diego ne communiquent pas et Diego se désintéresse du concept de restaurant auquel il n'adhère pas, et se concentre sur la cuisine. Adrien et Mallory sont aidés par Gianmarco qui aide notamment à réaliser les pommes soufflées. Mallory s'occupe de la décoration de salle et des frites. Adrien a l'idée de présenter des chips suspendus au-dessus des tables en tant qu'amuse bouches. Paul Pairet et Hélène Darroze visitent le restaurant et sont séduits par son concept.
La soirée arrive et le journaliste culinaire François-Régis Gaudry vient seul visiter les devantures des trois restaurants et consulter les menus. Il passe ensuite annoncer à chaque binôme son verdict : s'il a envie de goûter aux plats de 140°C et de Hunter Gatherer, il ne sélectionne pas Food Gallery, expliquant que ça ne fonctionne pas en général avec « les cuisiniers qui se prennent pour des artistes ». Le restaurant de David et Diego n'ouvre donc pas ses portes, et les deux candidats devront défendre leur place dans le concours en dernière chance.
Les deux restaurants sélectionnés sont ensuite visités par Philippe Etchebest, Hélène Darroze, Paul Pairet et Michel Sarran ainsi que par François-Régis Gaudry et dix chroniqueurs culinaires qui travaillent dans son équipe.
La dégustation se passe très bien dans le restaurant de Mallory et d'Adrien, où Michel Sarran dit notamment de l'entrée que « c'est une des plus belles entrées qu'on ait eu dans les guerres des restaurants ». Plat et dessert sont également très bien accueillis. À l'inverse, dans le restaurant de Martin et Mory, le repas se passe beaucoup moins bien : Mory, en salle, ne se coordonne pas avec Martin en cuisine, ce qui provoque des temps d'attente trop longs. L'entrée laisse les convives mitigés ; Martin, troublé et déconcentré, envoie le plat en sous-cuisson flagrante, la chair du canard est quasiment crue ; le dessert laisse le jury indifférent.
Après l'épreuve, Stéphane Rotenberg annonce le verdict aux candidats en présence des chefs, dans les cuisines de Top Chef : il précise que pour « la première fois dans l'histoire du concours », les 15 dégustants ont voté pour le même restaurant et c'est 140°C - Friterie Moderne de Mallory et Adrien qui remporte la victoire. Ces deux candidats sont donc qualifiés pour la semaine suivante.
Martin et Mory sont envoyés à leur tour en dernière chance. Martin, qui se sent humilié, est encouragé par Philippe Etchebest.

#### Dernière chance: le maïs
David, Diego, Mory et Martin ont une heure pour réaliser un plat autour du maïs.
Les quatre chefs dégustent les assiettes des candidats à l'aveugle. Les quatre candidats reviennent ensuite en cuisine écouter le verdict. Les chefs ont eu un coup de cœur pour deux assiettes et qualifient d'abord David puis Martin. Hélène Darroze annonce ensuite que l'assiette retenue en troisième position est celle de Diego. Mory est donc éliminé du concours,,,,.

### 12eépisode: épreuve des proches, pithiviers et fruits de mer
Cet épisode est diffusé pour la première fois le mercredi 6 mai 2020.
Les cinq candidats encore en lice, Adrien, Mallory, Diego, Martin et David, s'y affrontent pour se qualifier en quarts de finale.

#### 1reépreuve: épreuve des proches au restaurant d'Hélène Darroze
Les candidats sont accueillis dans le restaurant Marsan d'Hélène Darroze qui leur présente un plat « de partage », le pithiviers qu'elle sert à sa table. Les candidats le dégustent ensemble avant de retourner dans les cuisines de Top Chef.
Là, les candidats doivent créer leur propre version de pithiviers avec une pâte feuilletée décorée et dorée, une association sucrée-salée avec une viande et un fruit et des couches restant nettes et régulières au moment de la découpe. La meilleure réalisation permettra à son cuisinier de se qualifier en quarts de finale. Le jury est constitué de la cheffe Hélène Darroze et de trois de ses collaborateurs : Hugo Bourny, Fulvio Pischedda et Kirk Whittle. Hélène Darroze ne pouvant être juge et partie, les candidats de sa brigade sont épaulés pour cette épreuve par Marie Soria, cheffe de cuisine chez Potel et Chabot.
Avant l'épreuve, dans le salon du restaurant d'Hélène Darroze, chaque candidat a découvert une lettre envoyée par ses proches puis a eu la surprise de recevoir leur visite. Adrien a reçu la visite de sa mère et de sa compagne. Diego a reçu la visite de ses parents et de sa sœur. Martin reçoit la visite de sa compagne. David a reçu la visite de son compagnon et des deux enfants qu'il a eu de son premier mariage. Mallory a reçu la visite de sa mère. Une partie d'entre eux vient ensuite dans les cuisines de Top Chef aider leur candidat pendant quelques instants.
Les plats des candidats sont dégustés par la cheffe Hélène Darroze et ses collaborateurs. Hélène Darroze invite Stéphane Rotenberg à s'asseoir à la table du jury et à goûter les plats avec eux. Le jury juge le visuel, la netteté des couches de la farce à la découpe et le goût. Les candidats assistent aux dégustations sur écran avec leurs proches, dans les vestiaires.
À l'issue des dégustations, le verdict est annoncé devant tous les candidats et leurs proches et c'est David, félicité par ses enfants, qui est le premier candidat qualifié pour les quarts de finale.

#### 2eépreuve: les fruits de mer cuisinés avec Mauro Colagreco
Les candidats restants se rendent à Menton au restaurant Mirazur du chef trois étoiles Mauro Colagreco, « meilleur restaurant du monde 2019 » selon le classement du World's 50 Best restaurants.
Les candidats ont une heure trente pour cuisiner des fruits de mer en mêlant le cru et le cuit. Deux candidats sont qualifiés sur cette épreuve.

Mauro Colagreco, chef trois étoiles, juré sur l'épreuve des fruits de mer.

Mauro Colagreco déguste les quatre assiettes dans son restaurant, tandis que les candidats et les chefs de brigade suivent la dégustation depuis un écran. Le verdict n'est dévoilé aux candidats qu'à leur retour à Paris dans les cuisines de Top Chef. Ils regardent une vidéo où Mauro Colagreco annonce qu'il a d'abord qualifié un plat qui comprenait une grosse prise de risque, les Fruits de mer et crème. Adrien est donc qualifié à son tour pour les quarts de finale. Le second plat retenu est a contrario un plat que Mauro Colagreco considère sans prise de risque : Supions farcis et bouillon de crevettes. Mallory rejoint donc David et Adrien en quarts de finale. Diego et Martin doivent se départager en dernière chance, pour la dernière place restante pour la suite du concours.

#### Dernière chance: le cabillaud
Diego et Martin disposent d'une heure pour réaliser un plat de cabillaud. Diego se lance dans un ceviche avec un guacamole tandis que Martin réalise un plat avec une cuisson à basse température et du fenouil.
À l'issue des dégustations à l'aveugle par les quatre chefs, Diego et Martin reviennent en cuisine prendre connaissance du verdict. Dès leur arrivée, Stéphane Rotenberg annonce que chaque chef de brigade ne pourra épauler qu'un seul candidat lors des quarts de finale. Hélène Darroze, ayant deux candidats de sa brigade rouge qualifiés en quarts de finale, doit choisir lequel elle continuera de suivre pour les quarts de finale. L'autre candidat de sa brigade rejoindra la brigade bleue ou la brigade jaune, en fonction de l'issue de l'épreuve de la dernière chance.
Hélène Darroze décide de conserver David, qui clame depuis le début du concours « vouloir gagner avec Hélène Darroze ». Mallory enlève alors ses manches rouges et se place aux côtés de Stéphane Rotenberg, en attendant le verdict.
Le présentateur demande ensuite à Paul Pairet d'indiquer l'assiette qualifiée en dernière chance. Il s'agit du Cabillaud et fenouil en textures. Martin est donc qualifié en quarts de finale et reste dans la brigade bleue de Philippe Etchebest. Diego est éliminé, tandis que Mallory prend ses manchettes jaunes et intègre la brigade de Michel Sarran pour la suite du concours,,,,.

### 13eépisode: quarts de finale, première partie
Cet épisode est diffusé pour la première fois le mercredi 13 mai 2020.
David, Adrien, Mallory et Martin s'affrontent au cours d'un marathon culinaire de plusieurs épreuves, chacune permettant au meilleur d'entre eux de décrocher un pass. Deux pass sont nécessaires pour qu'un candidat accède en demi-finales.

#### 1reépreuve: le brûlé par Éric Frechon
L'épreuve se déroule dans les cuisines de Top Chef. Le chef triplement étoilé et meilleur ouvrier de France Éric Frechon présente aux candidats une assiette réalisée à partir de poireaux brûlés, que les candidats dégustent avec leurs chefs de brigades. Le chef leur demande ensuite de réaliser en une heure trente un plat créatif dont l'élément principal est brûlé et qu'on puisse servir dans un restaurant étoilé. L'épreuve est délicate car il s'agit d'atteindre le goût subtil de fumée obtenu par le brûlé sans avoir le « mauvais goût » du brûlé.
David réalise une soupe d'oignons brûlés au grill du four et au chalumeau, qui donne un effet brûlé au visuel mais pas au goût. Pour obtenir le goût de fumée, il fume de l'huile d'olives au bois de hêtre qu'il incorpore à ses préparations.
Martin prévoit de réaliser un maquereau brûlé au chalumeau et une pomme de terre au barbecue. Le goût fumé n'étant pas assez présent dans la pomme de terre, Martin réagit en fumant sa chair avec des épis de sapin. Le résultat étant réussi, Philippe Etchebest conseille à son candidat de mettre en avant la pomme de terre brûlée dans l'assiette.
Adrien envisage initialement de réaliser un « sandwich merguez-moutarde » lui rappelant son enfance, avec des gnocchis de pain brûlé farcis aux moules. Voyant les doutes de son chef de brigade, Paul Pairet, Adrien recentre son plat autour des choux de Bruxelles, dressé avec des pétales de chou de Bruxelles brûlées au chalumeau et saupoudré de poudre de pain brûlé.
Mallory veut réaliser du céleri rave brûlé avec du canard rosé. Michel Sarran craint que le filet de canard ne soit perçu comme la pièce maîtresse de l'assiette. Mallory répond qu'il ne mettra qu'une petite portion de filet de canard et ajoute une préparation d'ail noir qui ajoute un goût de fumée ainsi que des tranches de cèpes grillées.
À la dégustation, Éric Frechon trouve la pomme de terre de Martin bien réalisée, simple et franche dans les goûts. Le chef trouve que l'assiette de Mallory manque de prise de risque et regrette que le canard, au centre de l'assiette, ne soit pas brûlé. Éric Frechon trouve que le plat d'Adrien est bien équilibré et que le goût de brûlé marche « excellemment bien » sur le chou de Bruxelles. Enfin le chef trouve que le la réussite du plat de David est d'avoir obtenu le goût du brûlé au cœur de l'oignon et que l'équilibre des goûts est « exceptionnel ».
Au verdict, Éric Frechon annonce que c'est la modernité d'un plat qui a fait la différence et il donne la victoire à la Soupe à l'oignon brûlé. David remporte donc le premier pass des quarts de finale.

#### 2eépreuve: la sauce par Yannick Alléno

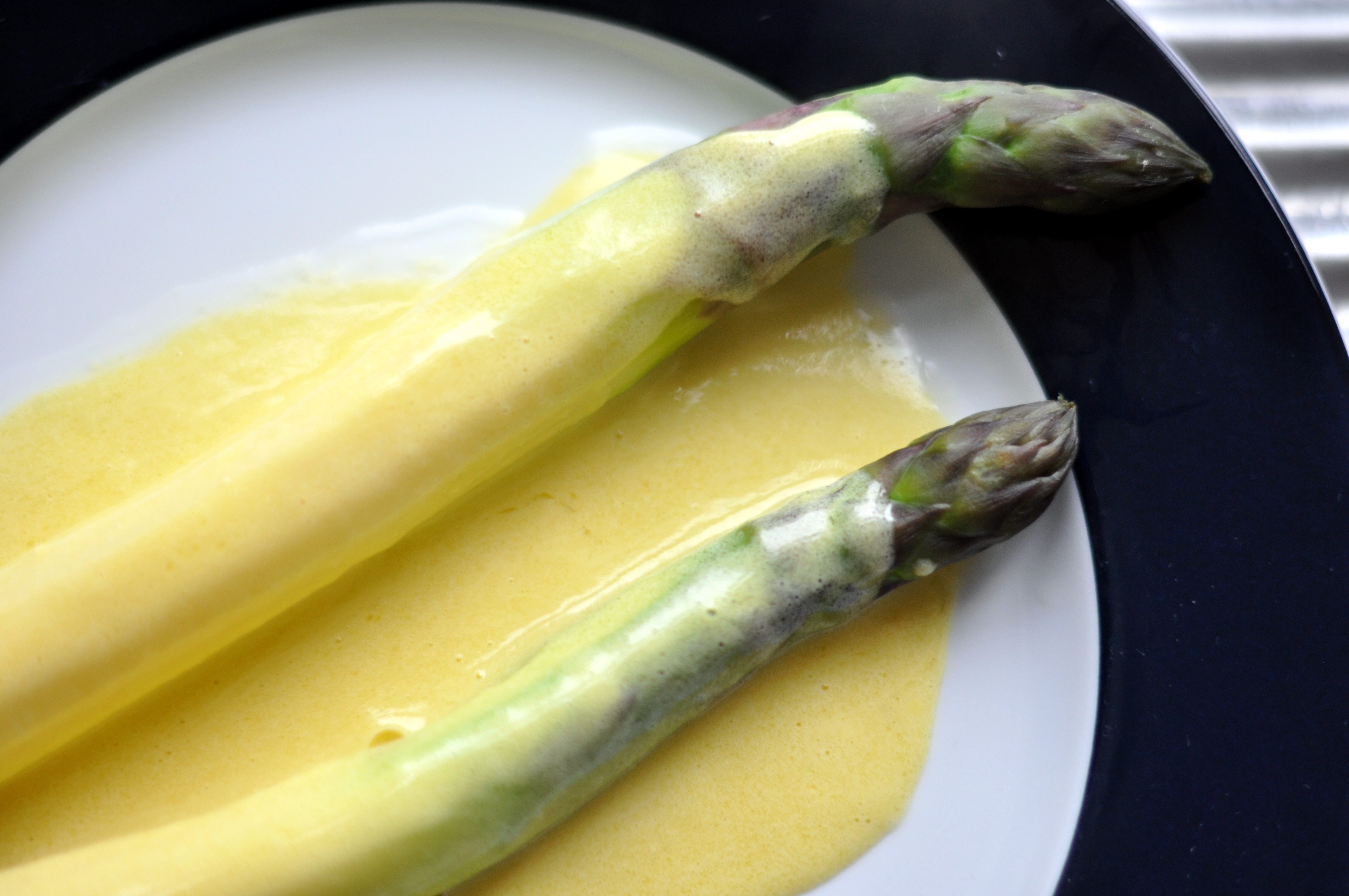
Un exemple de sauce traditionnelle, la sauce hollandaise.

La seconde épreuve se déroule dans les cuisines de Top Chef. C'est Yannick Alléno, chef cumulant dix étoiles Michelin, qui donne le thème de l'épreuve : les candidats ont deux heures pour réaliser un plat accompagné d'une sauce « exceptionnelle ». Après avoir goûté uniquement les sauces, le chef ne dégustera que les trois assiettes ayant les sauces les plus convaincantes.
Yannick Alléno reste en cuisine pendant l'épreuve pour suivre les candidats tandis que les chefs de brigade suivent l'épreuve sur un écran télévisé.
David prévoit une sauce lie-de-vin avec une extraction de betterave infusée à la menthe, accompagnant un rumsteck. Yannick Alléno trouve que la sauce manque de complexité, ce qui pousse David à y ajouter du poivre de timut. Le chef, après avoir goûté de nouveau à la préparation, reste muet et ne laisse rien transparaître. David décide alors de lier sa sauce avec une purée de betteraves et de champignons. Alléno trouve le résultat meilleur. En fin d'épreuve, David prend l'initiative d'ajouter une huile de menthe, présentée à côté de sa sauce.
Mallory est très impressionné par le chef Alléno. Il lui propose un jus de bœuf au vin rouge avec clou de girofle et anis étoilé, accompagnant une pièce de bœuf. Yannick Alléno trouve qu'il n'y a pas assez de prise de risque, et Mallory réagit en montant sa sauce au beurre d'oursins, ce qui convainc Yannick Alléno. Mais ce dernier, trouvant que Mallory s'en sort trop facilement au niveau du chronomètre, lui demande de réaliser une seconde sauce. Mallory lance alors un sabayon au jus d'oursins.
Adrien imagine une sauce de jus de carottes lié à la bisque d'oursins accompagnant une moelle de bœuf et langoustine. Yannick Alléno, qui n'a jamais vu cette sorte de sauce, se montre très intéressé. Adrien utilise la totalité des oursins : les fruits servent à réaliser un beurre d'oursin utilisé pour lier la sauce à la fin tandis que les coques d'oursin servent à parfumer la bisque. La sauce obtenue est très corsée et Adrien la baptiste « sauce carsin » d'après ses ingrédients : carottes et oursins.
Martin travaille sur un accord terre-mer, un jus de volaille à la crevette grise accompagnant une volaille de Bresse. Il mélange un jus de volaille réalisé avec une garniture aromatique et un bouillon de crevettes grises dans lequel il ajoute des langoustines ainsi qu'une touche asiatique avec de la citronnelle et de la coriandre. Yannick Alléno trouve qu'il manque de l'acidité. Martin ajoute donc en fin d'épreuve une sauce vin blanc, échalotes et poivre.
Yannick Alléno goûte d'abord la sauce de Martin qu'il trouve bonne et très complexe, avec un très bon équilibre du terre-mer. La sauce de David est jugée un peu déséquilibrée, à cause de la menthe. Alléno trouve la sauce « carsin » d'Adrien  très bonne et surprenante. Mallory présente ses deux sauces qui plaisent toutes deux au chef. Yannick Alléno décide alors d'écarter la sauce de David qui ne peut donc présenter son plat à la dégustation.
Les trois autres candidats présentent chacun leur plat au chef. Les trois plats font tous très bonne impression à la dégustation. Après avoir longuement hésité, Yannick Alléno donne le pass de cette seconde épreuve à Mallory, dont il salue la capacité d'atteindre un tel résultat à 22 ans.
À l'issue de ce premier épisode des quarts de finale, David et Mallory disposent chacun d'un pass, tandis qu'Adrien et Martin n'en ont aucun pour le moment,,,.

### 14eépisode: quarts de finale, seconde partie
Cet épisode est diffusé pour la première fois le mercredi 20 mai 2020.
Adrien, David, Mallory et Martin poursuivent leur marathon culinaire avec deux nouvelles épreuves, chacune permettant au meilleur candidat de décrocher un pass. Deux pass sont nécessaires pour qu'un candidat accède en demi-finales.

#### 3eépreuve: la nature en trompe-l'œil par Christian Le Squer

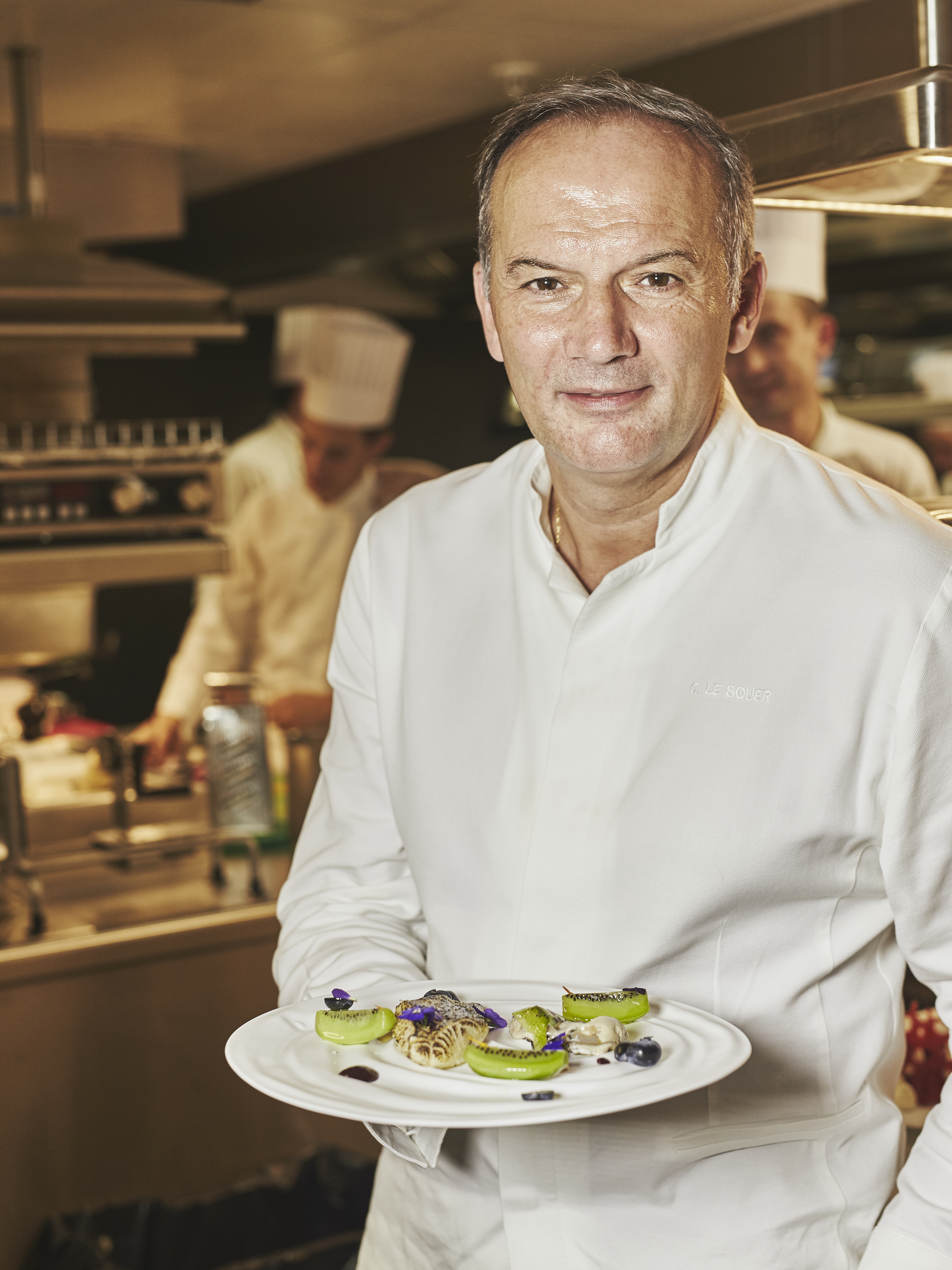
Christian Le Squer, chef trois étoiles, juré sur l'épreuve de la nature en trompe-l’œil.

Stéphane Rotenberg accueille les quatre candidats et leurs chefs de brigade dans les vestiaires de Top Chef, où ils découvrent une table dressée pour une dégustation avec une mise en scène champêtre. Les assiettes contiennent des galets en trompe-l'œil cachant du foie gras, réalisés par le chef triplement étoilé Christian Le Squer. Le chef demande aux candidats de réaliser en deux heures à leur tour un trompe-l'œil évoquant la nature.
David réalise un dessert évoquant un nid en chocolat tombé d'un arbre, avec un œuf éclaté (mangue, passion, panais, chocolat blanc) et des plumes en feuilles de brick, de la mousse en sponge cake et de la terre en crumble. Il ajoute en fin de préparation des brindilles en panais frit.
Martin avoue ne pas se sentir à l'aise avec le trompe-l'œil. Il projette un dessert avec des salsifis oxydés et noircis au four. Il rapporte un streusel chocolat pour faire la terre, un sponge cake pour faire la mousse et des tuiles de marron évoquant des feuilles. Voyant les doutes de Philippe Etchebest, Martin utilise finalement des salsifis dont il laisse la peau qui ressemble naturellement à du bois. Pour évoquer la sève, Martin réalise un miel d'épices très assaisonné au quatre-épices.
Adrien veut réaliser un « bout de forêt » en trompe-l'œil avec une branche en chocolat farcie à l'anguille, des feuilles mortes en chips de chou romanesco et une mousse en poudre de persil. Au dressage, Adrien n'est pas satisfait du rendu visuel. Impulsivement, il se met à écraser la moitié de ses assiettes avec un pot et déclare que son trompe-l'œil devient « premier pas dans la nature ».
Mallory se lance dans une recette ambitieuse de dessert en forme de pomme de pin. Il prévoit un cœur réalisé avec un crémeux, une gelée et une ganache sur lesquelles il va planter des épines en chocolat. Michel Sarran constate que la masse de travail est importante et Mallory s'active de façon intense. Cependant, il en vient à oublier de sortir du four ses épines en chocolat qui sont donc brûlées. Dépité, il perd ses moyens, jette son tablier et son micro et quitte le plateau. Il est rattrapé en coulisses sous l’œil des caméras par Michel Sarran et Hélène Darroze qui le motivent à revenir en cuisine. Mallory cuit une nouvelle plaque de chocolat et arrive à dresser à temps des épines sur sa pomme de pin.
Christian Le Squer découvre tout d'abord le plat de David dans lequel il trouve de la réflexion et de la technicité et qu'il trouve très bon à la dégustation, avec un peu trop de sucre dans le nid en chocolat. Découvrant le plat de Martin, Le Squer ne comprend pas tous les éléments visuels mais trouve que le salsifis est très bien traité en dessert avec un ensemble bien équilibré et beaucoup de saveurs. Le chef est ensuite perplexe devant l'assiette d'Adrien et trouve le plat « pas mal » avec beaucoup de travail. Arrive enfin la pomme de pin de Mallory que Le Squer trouve élégante avant de la déguster et de la qualifier de « dessert trois étoiles ».
Au moment du verdict, Christian Le Squer annonce qu'il a préféré la pomme de pin et donne le pass de cette troisième épreuve à Mallory. C'est le second pass de Mallory qui est donc le premier candidat à se qualifier pour les demi-finales. Il ne participe donc pas aux épreuves restantes des quarts de finale.

#### 4eépreuve: le show culinaire au Casino de Paris

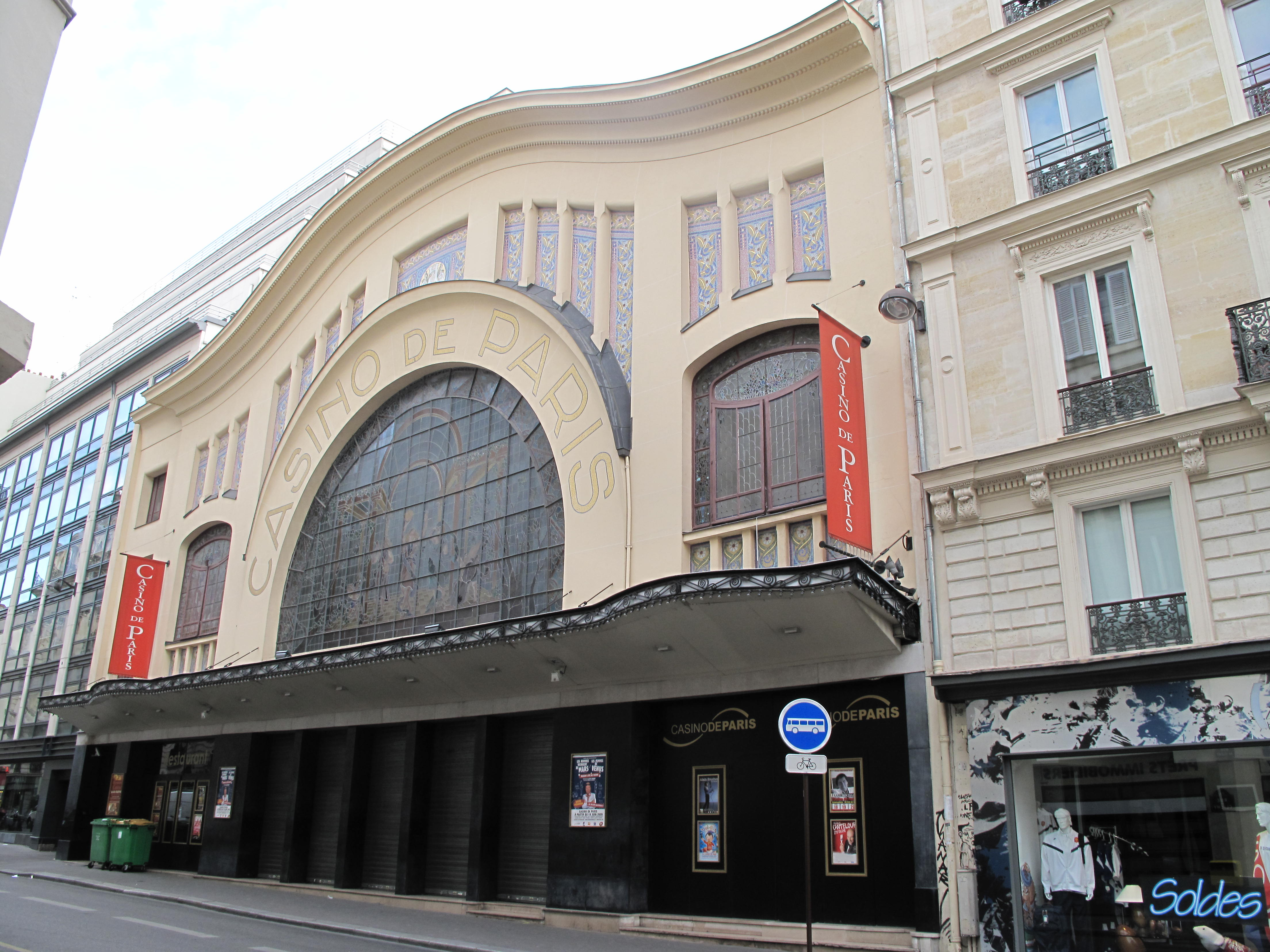
Le Casino de Paris, lieu de la 4e épreuve des quarts de finale.

Adrien, David et Martin sont accueillis avec leurs chefs de brigade sur la scène du Casino de Paris par Stéphane Rotenberg. Les candidats devront réaliser un show culinaire devant un jury de chefs cumulant seize étoiles, comprenant Jacques et Régis Marcon (trois étoiles), Nicolas Sale (deux étoiles), Franck Putélat (deux étoiles et Meilleur ouvrier de France), Sylvestre Wahid (deux étoiles), Gilles Goujon (trois étoiles et Meilleur ouvrier de France), Jérôme Banctel (deux étoiles) et Olivier Bellin (deux étoiles). Après avoir réalisé leurs préparations en cuisine pendant une heure trente, les candidats devront réaliser les dernières minutes de cuisine et le dressage sur scène en racontant une histoire. Les chefs de brigade aident leurs candidats en cuisine puis suivent le show depuis un écran.
Adrien se sent peu à l'aise dans l'épreuve du fait sa personnalité timide et peu extravertie. Il prévoit une cuisson de foie gras saumuré et d'huîtres avec un flambadou, utilisant ainsi une technique de cuisson ancienne consistant à nourrir au gras enflammé des préparations. Il réalise également une gelée au verjus, dans le même esprit de retour à la tradition. Sur scène, il extirpe le flambadou des braises d'un barbecue, y met des morceaux de gras de jambon et de lard qui s'enflamment. Adrien verse le gras enflammé sur le foie gras et les huîtres devant les huit chefs impressionnés, avant de dresser les assiettes. À la dégustation, tous les chefs du jury sont élogieux sur le plat d'Adrien.
Martin prévoit un dessert d'agrumes et crumble avec des techniques de cuisine moléculaire. Un siphon de lait au citron vert sera cuit sur scène à l'azote liquide et formera une coque meringuée. Par ailleurs Martin prévoit de réaliser un mélange qui moussera devant les chefs. En cuisine, les essais sont concluants. Sur scène, Martin n'arrive pas à faire réagir les ingrédients moussants, mais cela ne frappe pas le jury, Martin n'ayant pas annoncé verbalement cet effet. La cuisson des coques fonctionne mais celles-ci commencent à se ramollir avant la fin du dressage. À la dégustation, le jury trouve le dessert réussi mais trouve que certaines idées ne sont pas totalement abouties.
David veut sensibiliser les chefs sur l'état de la planète, le braconnage et la déforestation amazonienne. Tout sera cuisiné au chalumeau et au barbecue sur scène avec un jus de gibier au vin rouge pour évoquer le côté sanglant de la chasse intensive. Le rendu du plat devra évoquer la forêt carbonisée et une certaine morbidité. Sur scène, David raconte son histoire mais plombe un peu le jury, son propos étant morbide et peu relié à la cuisine qu'il réalise. David termine son dressage en fumant les assiettes sous cloche afin de symboliser les fumées d'un incendie. À la dégustation, le jury trouve que le visuel correspond à l'histoire, que le plat a du caractère mais Jacques Marcon précise qu'il a eu l'estomac trop fermé par le show pour apprécier le plat.
Après délibération, le jury vient donner le verdict aux candidats et à leurs chefs de brigade sur la scène du Casino de Paris. Régis Marcon annonce que le vainqueur est Adrien et lui remet le pass de cette quatrième épreuve,,.
À l'issue de ce second épisode des quarts de finale, Mallory est déjà qualifié tandis que David et Adrien disposent chacun d'un pass. Seul Martin n'en a aucun pour le moment.

### 15eépisode: quarts de finale, dernière partie
Cet épisode est diffusé pour la première fois le mercredi 27 mai 2020.
Adrien, David et Martin terminent leur marathon culinaire avec les deux dernières épreuves permettant de gagner un pass.

#### 5eépreuve: la dégustation sans couverts avec Gaggan Anand et David Muñoz

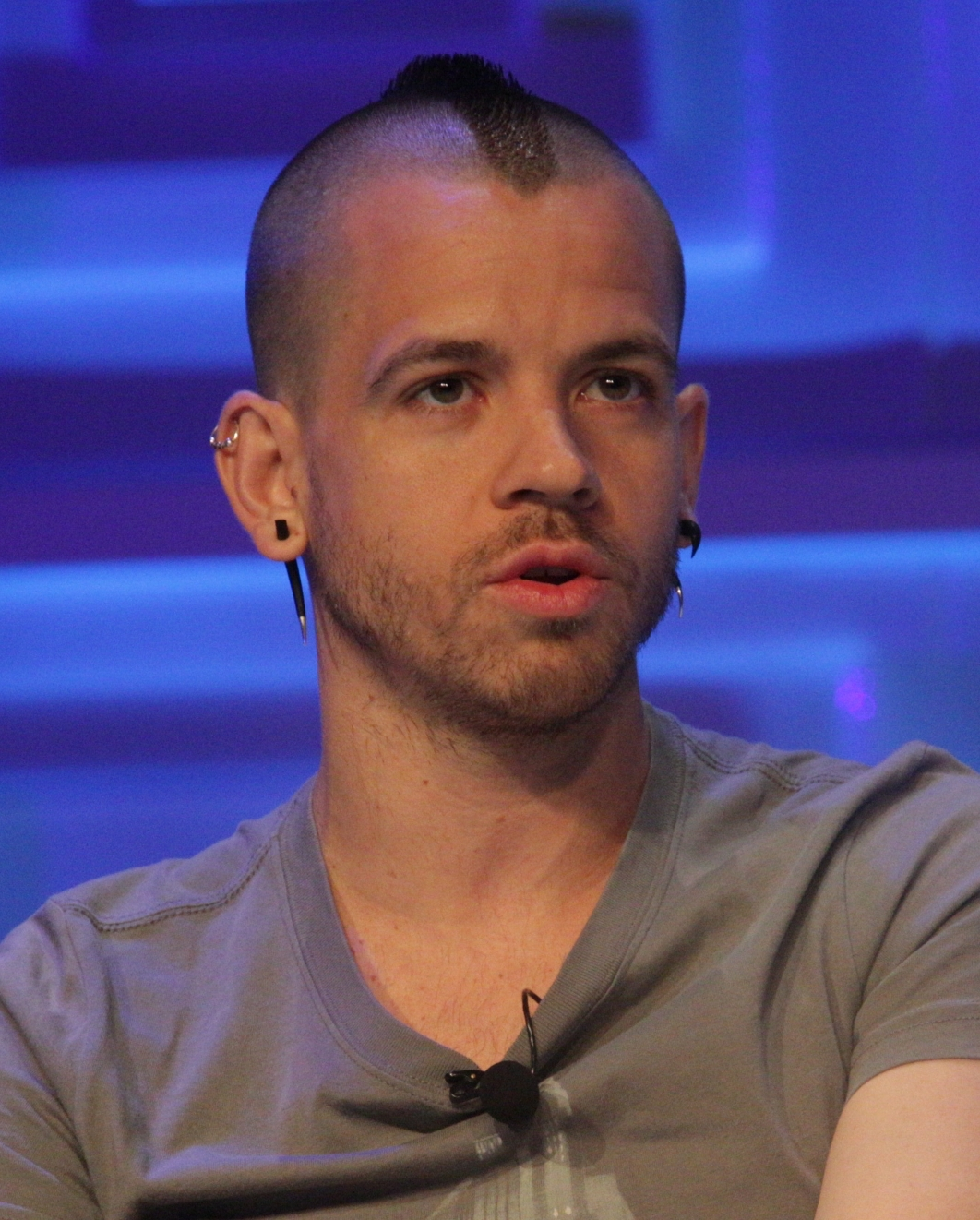
David Muñoz, chef trois étoiles espagnol, un des deux jurés de la 5e épreuve des quarts de finale.

Stéphane Rotenberg accueille Adrien, David et Martin et leurs chefs de brigade dans les cuisines de Top Chef et les attable tous les six avant de leur ôter les couverts. Il fait ensuite entrer le chef indien Gaggan Anand (deux étoiles, meilleur restaurant d'Asie au 50 Best) et le chef espagnol David Muñoz (trois étoiles).
Les candidats et les chefs dégustent tout d'abord un plat de Gaggan Anand intitulé Holi festival qu'il faut lécher dans l'assiette. David Muñoz vient ensuite dresser dans la paume de leur main une bouchée de fruits de mer intitulée A Trip to Tsukiji market… qu'ils doivent porter directement à la bouche. Gaggan Anand demande ensuite aux trois candidats de réaliser en une heure un plat à déguster sans couverts qui soit surprenant, original, savoureux et sensuel.
Adrien démarre l'épreuve avec plus de tension qu'habituellement. Il revisite le hot-dog, en réalisant une saucisse évidée qui s'enfile sur un doigt et se trempe dans des sauces (moutarde, sauce cheddar, cornichons) puis dans une chapelure évoquant le pain. Il réalise et colore sa propre chair à saucisses et présente les pièces de saucisse dans une boîte à alliances, assumant un côté provoquant. Les sauces sont dressées avec un pochoir en forme de teckel.
David veut proposer un sandwich jambon-beurre qui se boit à la paille. Il réalise une crème de jambon et la sert dans un cornichon évidé pané à la chapelure. La paille est réalisée en feuille de brick et estragon. Tous les composants de son plat se mangent. La réussite de son effet dépend de l'étanchéité de ses pailles
Martin réalise une bouchée marine qu'il veut faire déguster avec une mise en scène : dégustation en transat, les yeux bandés en écoutant au casque le bruit de la mer. Philippe Etchebest étant perplexe sur l'effet d'une dégustation  l'aveugle, Martin ajoute à sa mise en scène une casserole de moules et wakame dont il veut faire respirer les effluves au jury avant la dégustation de la bouchée marine.
Gaggan Anand et David Muñoz dégustent d'abord la bouchée à l'aveugle de Martin, présentée dans une cuillère. David Muñoz trouve que le concept manque d'originalité tandis que Gaggan Anand dit qu'il attendait davantage au niveau du goût. Arrive ensuite le Sandwich jambon-beurre-cornichon à boire et à manger de David. Les chefs sont séduits par le visuel, et bien que la paille du chef espagnol ne fonctionne pas bien, les deux chefs trouvent le plat intelligent et bon. La dégustation se termine avec Hot finger & Dog rainbow d'Adrien, dont la présentation amuse Gaggan Anand mais laisse David Muñoz perplexe. À la dégustation, Muñoz reconnaît l'audace du plat, Anand est enthousiaste et souligne la sensualité du plat qui offre un contact physique avec l'aliment.
Après délibération, le jury donne la victoire au Hot finger & Dog rainbow. Adrien remporte donc un second pass et se qualifie en demi-finale.

#### 6eépreuve: la tarte aux fruits revisitée avec Jessica Préalpato, meilleure pâtissière du monde
David et Martin se font face dans les cuisines de Top Chef pour la dernière épreuve des quarts de finale. Stéphane Rotenberg accueille Jessica Préalpato, meilleure pâtissière du monde selon le 50 Best, à l'origine du courant de la « desséralité » (déclinaison aux desserts des critères de « naturalité » d'Alain Ducasse). Elle donne une heure trente aux deux candidats, pour réaliser une tarte aux fruits moderne qui mette le fruit en avant et respecte les codes de la « desseralité », notamment en évitant la crème et le côté classique des tartes.
Martin travaille la poire et beaucoup d'ingrédients végétaux. Il lance beaucoup de préparations pour avoir des textures différentes dont un granola, spécialité de sa compagne Fleur qui est pâtissière. Il ne met pas de pâte à tarte, mais réalise un lait mixé avec du crumble qui a le goût de la pâte à tarte. Enfin, il réalise un coulis roquette-mandarine avec lequel il finit son dressage.
David réalise une tarte tatin aux pommes et aux coings avec une pâte feuilletée séparée du fruit, recette qu'il a déjà réalisée dans son restaurant. La pâte est roulée en forme d'allumette. À côté, les fruits sont présentés sous forme de rosaces confites.
Jessica Préalpato déguste en premier la Tartacoing de David qu'elle trouve très belle, bien dosée en sucre et acidité. Elle reproche cependant à l'assiette le manque de surprises et l'inutilité de certains éléments. Préalpato passe ensuite à Poire d'automne qu'elle trouve très belle et lisible, sucrée comme il faut. Elle est agréablement surprise par la crème qui donne le goût du gras d'une tarte, alors que le visuel n'a rien à voir avec une tarte. Au verdict, Jessica Préalpato annonce avoir longtemps hésité et donne la victoire à la Poire d'automne. Martin reçoit donc un pass et revient à égalité avec David. Une épreuve pour les départager est lancée immédiatement avec Jessica Préalpato.

#### Épreuve coup de feu
David et Martin ayant un pass chacun à l'issue des six épreuves des quarts de finale, une épreuve « coup de feu » de trente minutes doit les départager. L'épreuve est lancée immédiatement après l'annonce du verdict de l'épreuve précédente. C'est encore une fois Jessica Préalpato qui donne le thème de l'épreuve : il s'agit de cuisiner un riz au lait en trente minutes. La cheffe pâtissière attend notamment que le plat ait la consistance d'un risotto et soit très crémeux.
Martin et David cuisinent sans leurs chefs de brigade. David réalise un riz au lait d'amande avec de la cardamome et de la vanille, et confectionne un caramel. Martin travaille son lit avec du lait de soja pour garder un côté végétal, et utilise de la fève de tonka plutôt que de la vanille, et ajoute des suprêmes d'agrumes et de la cannelle pour donner de la fraîcheur.
Jessica Préalpato déguste les deux riz au lait à l'aveugle, en face des deux candidats et de leurs chefs de brigade. Elle annonce ensuite qu'elle a préféré le Riz au lait n°1. C'est le riz au lait de David, qui se qualifie donc en demi-finale. Hélène Darroze accompagnera donc un candidat en demi-finale pour la première fois depuis la mise en place des brigades lors de la saison 8, tandis que Philippe Etchebest en sera absent également pour la première fois, Martin étant éliminé,,,,,.

### 16eépisode: demi-finale, première partie
Cet épisode est diffusé pour la première fois le mercredi 3 juin 2020.
La demi-finale est diffusée sur deux épisodes. Chacun des trois demi-finalistes, Mallory, Adrien et David, imagine une épreuve et s'y mesure à ses adversaires. S'il la remporte, personne ne marque de points. S'il est surclassé sur son épreuve, chacun des candidats qui a fait mieux que lui marque un point.

#### Épreuve de David
La première épreuve de la demi-finale se déroule dans les cuisines de Top Chef. Son thème est imaginé par David, qui ne peut y marquer de points. Ses adversaires peuvent prendre chacun un point s'ils arrivent à surclasser David à la dégustation.
Il s'agit d'une épreuve de pâtisserie qui consiste à réaliser un Saint-honoré en deux heures. La pâtisserie doit comprendre une pâte feuilletée, une pâte à choux et un caramel réalisés par les candidats. De plus, les candidats doivent décorer leur Saint-honoré avec du sucre soufflé.
David maîtrise la recette et réalise un Saint-honoré vanille-noisette-yuzu sous forme de noisette, couvert d'une longue cloche de sucre soufflé. Adrien part sur l'idée d'un Saint-honoré aux cèpes et se lance dans ses préparations de pâtisserie en faisant les pesées à l'œil. Il arrive à réaliser des bulles de sucre soufflé qu'il farcit avec ses préparations. Mallory ne connaît pas les recettes des éléments du Saint-honoré et improvise, disant qu'il fait un « Saint-honoré belge ». Il a beaucoup de mal à réaliser ses boules de sucre soufflé et en casse plusieurs au point de devoir dresser des assiettes avec des boules cassées.
Les plats sont dégustés par le chef de cuisine et chef-pâtissier Philippe Conticini et par Philippe Etchebest. Après les dégustations, Stéphane Rotenberg annonce leur classement aux candidats. Mallory se classe en troisième position, Adrien en seconde position et David gagne son épreuve. Aucun candidat ne marque donc de points.

#### Épreuve d'Adrien
La seconde épreuve se déroule dans les cuisines de Top Chef. Le thème de l'épreuve d'Adrien est de cuisinier avec quatre produits imposés, le garde-manger étant vide. Seul un économat de base (vinaigres, huiles, farines etc.) est disponible. Mallory et David découvrent sous cloche les quatre ingrédients choisis par Adrien : des champignons (pleurotes et trompettes de la mort), du pied de cochon, de la fraise de veau et des pouces-pieds. Les candidats ont une heure trente pour réaliser un plat avec ces quatre ingrédients, avec une difficulté particulière pour le pied de cochon et la fraise de veau qui demandent normalement un temps de cuisson de plusieurs heures ainsi qu'un travail à faire sur les textures, la plupart de ces produits étant gélatineux.
Les plats sont dégustés par le chef deux étoiles Christophe Pelé et par Philippe Etchebest. Après les dégustations, Stéphane Rotenberg annonce leur classement aux candidats. David se classe en troisième position et Adrien gagne son épreuve de justesse devant Mallory. Aucun candidat ne marque donc de points.
Au terme de cette première partie de la demi-finale, aucun candidat n'a donc marqué de points.

### 17eépisode: demi-finale, seconde partie
Cet épisode est diffusé pour la première fois le mercredi 10 juin 2020.
Il s'agit de la suite et de la fin de la demi-finale dont les deux premières épreuves ont été montrées à l'écran la semaine précédente.

#### Épreuve de Mallory
La dernière épreuve se déroule dans les cuisines de Top Chef et son thème est donné par Mallory. Il s'agit de réaliser en une heure trente un turbot cuit sur l'arête avec une cuisson parfaite. Le turbot devra être cuit dans une vessie. Les garnitures sont laissées au choix des candidats.
La cuisson en vessie (en) est une technique de cuisson traditionnelle. David n'a jamais fait de cuisson en vessie. Adrien en a fait il y a très longtemps tandis que Mallory en fait quotidiennement dans le restaurant où il travaille. La difficulté est de maîtriser la cuisson du poisson alors qu'il est caché dans la vessie. Il faut en outre veiller à ne pas crever la vessie tout en obtenant un visuel où la vessie est bien tendue.
Mallory cuit le turbot en vessie avec un bouillon au vin jaune, réalise une sauce au vin jaune et engage beaucoup de travail sur ses garnitures. Il brûle ses pommes de terre en spirale et décide de s'en passer, ayant prévu déjà plusieurs garnitures différentes. David cuit en vessie avec un fumet de poisson et réalise une sauce beurre blanc au beurre fumé au bois de hêtre. Hélène Darroze trouve que la sauce est trop fumée et David l'adoucit avec de la crème. Adrien cuit en vessie avec des morilles qui créeront un bouillon naturel autour d'une pièce de turbot enveloppée avec une feuille de laitue de mer. Il se démarque de ses concurrents en cuisant la vessie au four à basse température avant de la cuire à l'eau frémissante. Paul Pairet trouve que sa garniture de salsifis est trop minimaliste et Adrien ajoute une raviole de laitue de mer farcie avec un tartare de turbot. En fin de préparation, une des deux vessies d'Adrien éclate dans l'eau ce qui lui fait perdre du temps.
Les trois assiettes sont dégustées à l'aveugle par Philippe Etchebest et le chef deux étoiles Christian Sinicropi. Au visuel seule la vessie préparée par Mallory est parfaitement tendue et très belle, celle préparée Adrien étant un peu juste et celle préparée par David étant très peu gonflée, « un peu triste ». Côté cuisson, dans le plat d'Adrien elle est inégale et un peu juste, tandis que celle de David est réussie avec une réussite globale du plat. Dans le plat de Mallory, la cuisson est inégale, le poisson étant un peu sec sur un côté.
Les résultats ne sont pas donnés aux candidats ni aux téléspectateurs après l'épreuve, le dénouement de la demi-finale étant tenu secret pour le « grand oral » des candidats.

#### Grand oral
Séparément, chacun des candidats échange avec son chef de brigade, assis en face à face dans les cuisines de Top Chef. Ils évoquent les temps forts du concours et les sentiments du candidats à l'approche de l'énoncé du verdict. À côté d'eux les attend une table avec une cloche de restaurant dissimulant une pastille de couleur verte en cas de qualification pour la finale ou rien du tout en cas d'élimination (dans les saisons précédentes, une pastille de couleur orange signifiait un ex æquo départagé par les dégustations précédentes, mais cette disposition n'est pas expliquée par le commentateur cette année).
David et Adrien découvrent une pastille verte sous la cloche, signe qu'ils sont qualifiés pour la finale. Mallory découvre une cloche vide et est donc éliminé,,.
Stéphane Rotenberg explique que David ayant surpassé Mallory, il a marqué un point, tandis que Mallory, ex æquo avec Adrien avec 0 point, est éliminé car étant le seul candidat à ne pas avoir gagné son épreuve.
|         | Épreuve de David | Épreuve d'Adrien | Épreuve de Mallory | Score final | Conclusion                       |
| ------- | ---------------- | ---------------- | ------------------ | ----------- | -------------------------------- |
| David   | \                | 0                | 1                  | 1           | Candidat qualifié pour la finale |
| Adrien  | 0                | \                | 0                  | 0           | Candidat qualifié pour la finale |
| Mallory | 0                | 0                | \                  | 0           | Candidat éliminé                 |

### 18eépisode: finale
La finale est diffusée pour la première fois le mercredi 17 juin 2020.
Elle oppose David (brigade d'Hélène Darroze) à Adrien (brigade de Paul Pairet).

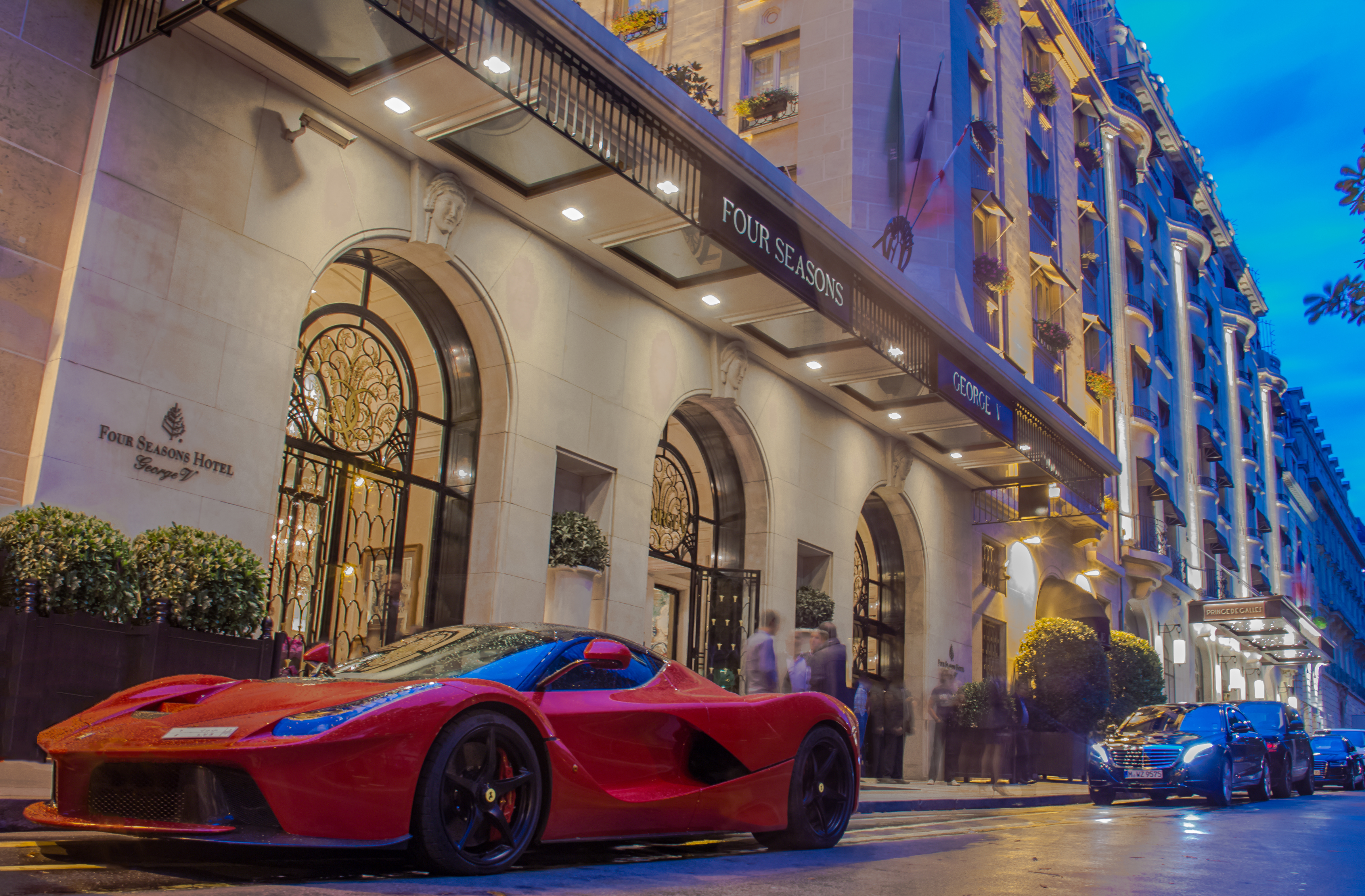
Hôtel George-V, Paris.

La finale a lieu à l'hôtel George-V à Paris. et les deux finalistes doivent réaliser un menu gastronomique pour cent bénévoles de la Croix-Rouge ainsi que les quatre chefs de l'émission.

#### Réalisation des menus
Pour réaliser ce menu, les deux finalistes sont assistés par des commis recrutés parmi des anciens candidats de la même saison de Top Chef. Pour cette saison, chaque finaliste réalise cette épreuve avec les anciens candidats de sa propre brigade mais aussi avec le renfort d'anciens candidats d'une des deux autres brigades. Cette disposition diffère donc de celle de toutes les saisons précédentes dans lesquelles les commis étaient choisis par les finalistes parmi les anciens candidats à tour de rôle et indépendamment de leur brigade d'origine.
Adrien de la brigade violette est donc assisté d'office par Mory et Justine et aura des conseils de Paul Pairet tandis que David de la brigade rouge travaillera avec Mallory et Jean-Philippe, épaulé par Hélène Darroze. Sont présents en renforts : Philippe Etchebest et deux anciens candidats de la brigade bleue d'une part et Michel Sarran et deux ex-jaunes d'autre part. L'affectation de ces renforts se fait par un tirage au sort réalisé par Adrien : face à deux cloches de restaurant, il en soulève une, révélant un disque bleu. L'équipe d'Adrien est donc renforcée par les représentants de la brigade bleue, les jaunes rejoignant l'équipe de David. Les deux équipes se rendent alors en cuisine où chacun des finalistes distribue des fiches techniques et répartit les tâches entre ses commis. Si David est en terrain connu, lui qui dirige une brigade dans son restaurant, Adrien va devoir apprendre à tenir un rôle de chef de brigade alors qu'il travaille habituellement seul dans son restaurant, y faisant même la plonge.
David projette de réaliser un menu ayant pour thème un « carnet de voyage » et veut faire voyager les dégustants avec ses plats. Il prévoit une entrée évoquant l'Italie (un ravioli à l'encre de seiche) et l'Indonésie (une bisque de crustacés avec des saveurs asiatiques et des tagliatelles de seiche). Le plat consistera en une volaille aux épices orientales. Pour le dessert, David reprend son sablé au beurre-mangue-coco qui avait marqué le chef Sébastien Vauxion en troisième semaine de Top Chef. Hélène Darroze conseille de bien affirmer les notes d'épices tandis que Michel Sarran trouve que le menu est flatteur mais manque de risques.
Adrien veut réaliser un menu aux influences bistrot dans lequel il réinterprète des classiques de restaurants simples. Il prévoit une entrée de crevettes cocktail en trompe-l'œil de tomate verte. Son plat comprend un pressé de joue et pied de veau, parties du veau qu'il décide de ne pas annoncer dans le menu pour ne pas déconcerter les dégustants. En dessert, Adrien prévoit une composition engagée évoquant un déchet jeté dans la nature, construit autour d'une mousse au chocolat au siphon, avec un crumble cacao, un sponge cake au persil et avec un trompe-l'œil en sucre moulé en forme de gobelet plastique écrasé. Décrivant son plat à Paul Pairet, Adrien dit « le sponge cake c'est la mousse, le crumble c'est la terre et le gobelet, c'est les cons ». Paul Pairet et Philippe Etchebest trouvent que la thématique des plats de bistrots devrait plaire mais alertent sur la quantité de travail au dressage avec deux trompe-l'œil dans le menu.
Adrien réalise lui-même les 110 gobelets « trompe-l'œil » en sucre nécessaires avec seulement trois moules, y passant plusieurs heures seul. Très absorbé, il ne voit pas que Mory est en difficulté sur les 110 entrées ou que la gelée de chlorophylle a été oubliée sur le feu et a brûlé. Paul Pairet et Philippe Etchebest lui recommandent de contrôler un peu plus le travail de ses commis et de se muer en « chef de brigade ». Sur le plat, ils conseillent à Adrien de moins effilocher sa viande pour garder de la texture. Justine, de son côté, a des difficultés à obtenir des billes d'airelles régulières, étant peu à l'aise avec la technique de sphérification. Au dressage, les premières sphères fondent car les assiettes sont trop chaudes, obligeant Adrien à réaliser de nouvelles sphères en urgence. Au service, les plats d'Adrien partent avec retard.
Du côté de la brigade de David, les opérations sont plus maîtrisées. Les chefs mettent en garde David sur ses assaisonnements, le combawa étant trop marqué sur son entrée et l'intitulé du plat supposant à l'inverse un goût très épicé. Ils craignent que le dessert manque d'audace, voyant que David a nettement diminué la quantité de chou-fleur présent dans le dessert par rapport au dessert déjà réalisé pendant le concours. En goûtant les préparations, les chefs ne sont pas rassurés.

#### Dégustation des menus et votes des chefs
Paul Pairet, Philippe Etchebest, Michel Sarran et Hélène Darroze dégustent les entrées du menu « A » (celui d'Adrien) et du menu « B » (celui de David). L'entrée d'Adrien est jugée réussie visuellement et plutôt agréable et goûteuse par les chefs, sauf par Hélène Darroze qui la trouve « trop dans l'acidité ». L'entrée de David est jugée intéressante et très agréable. Les chefs considèrent finalement les deux entrées comme réussies, ne permettant pas de faire une différence entre les candidats.
Les deux plats sont servis ensuite. Le plat de David est jugé engageant avec un parfum agréable. La cuisson du suprême est jugée parfaite et les assaisonnements réussis. Le plat est considéré comme intelligent, réussi visuellement et ne suscite aucun commentaire négatif de la part des chefs. À l'inverse, la présentation du plat d'Adrien est jugée peu réussie. En le goûtant, les chefs sont tous mitigés : Philippe Etchebest trouve que les goûts sont trop classiques. Paul Pairet trouve que ça n'est pas un grand plat et Michel Sarran trouve le plat peu audacieux, un comble de la part d'Adrien.
Lors de la dégustation des desserts, l'assiette de David est trouvée très belle. Les chefs trouvent que son goût est élevé par le chou-fleur, alors que le reste des préparations est jugé trop sage. Le jury termine par le dessert d'Adrien. La mise en scène de l'assiette est jugée très réussie par les chefs, avec un parti-pris très marqué. Hélène Darroze est confondue, pensant que le gobelet est véritablement en plastique. Le dessert est jugé audacieux et gourmand et Michel Sarran trouve qu'il symbolise bien le thème de cette saison qui est l'audace.
À l'issue des dégustations, chaque chef vote en répartissant dix points entre les deux menus. Ils montrent ensuite leurs bulletins aux deux finalistes avant de les insérer dans l'urne. Philippe Etchebest et Michel Sarran donnent tous les deux cinq points à chaque menu. Paul Pairet attribue six points au menu d'Adrien et quatre points à celui de David alors qu'Hélène Darroze fait le vote inverse.
Les cent autres convives votent également en répartissant dix points. Leurs bulletins sont ajoutés à l'urne où ils sont tenus secrets sous contrôle d'huissier.

#### Tirage des couteaux
Le tirage des couteaux a lieu plusieurs semaines après la finale, et se déroule dans les conditions de distanciation physique imposées par l'épidémie de Covid-19. Chaque finaliste se trouve dans sa ville, face à un couteau scellé dans un fourreau, avec quelques proches en duplex et son chef de brigade également présent sur écran.
Finalement, c'est David qui tire la lame acier synonyme de victoire. Il l'emporte face à Adrien avec 56,41 % des points attribués lors des votes. Il empoche ainsi 56 410 €,,,,,.

## Tournage et promotion

### Casting
Pour le recrutement des quinze candidats de la onzième saison, la production étudie environ 1200 profils, comprenant des personnes ayant déposé une candidature, ainsi que des personnes contactées directement par la production, comme Nastasia Lyard, qui était sollicitée depuis plusieurs années ou Adrien Cachot, recontacté après un premier casting infructueux et qui était hésitant à participer au concours,. La production contacte également des restaurants pour y dénicher d'autres candidats et propose de cette manière à Mallory Gabsi et à David Gallienne de déposer un dossier.
Après une première sélection sur dossier, 200 candidats ont un entretien téléphonique, puis soixante d'entre eux passent deux épreuves culinaires de sélection dans les locaux d'une école hôtelière, tout en étant filmés et interviewés, afin de tester leur capacité à cuisiner tout en parlant. Au terme de ces épreuves, quinze candidats sont retenus pour le tournage, avec trois personnes supplémentaires retenues pour pallier tout désistement.

### Tournage
Le tournage du concours a lieu en plusieurs fois : la plus grande partie du concours, jusqu'à la demi-finale, est tournée du 30 septembre au 23 novembre 2019. Des étapes du tournage de la onzième saison sont connues par les publications des membres du jury sur leurs comptes Instagram et par des articles de presse :
- L'épreuve du second épisode demandant à cuisiner un poisson de la tête à la queue avec Christopher Coutanceau, est tournée à la Rochelle le jeudi 3 octobre 2019[102]. Le chef, doublement étoilé au moment du tournage, est triplement étoilé au moment de la diffusion de l'épreuve. Stéphane Rotenberg et le candidat Gratien Leroy prononcent les mots « triplement étoilé » pendant l'épreuve, mais à chaque fois hors-champ. Le procédé utilisé par la production pour le trucage n'a pas été dévoilé. Le même artifice a sans doute été mis en œuvre pour l'épreuve de Glenn Viel, tournée vraisemblablement le 4 octobre 2019, à un moment où le chef était encore doublement étoilé. Là encore, Stéphane Rotenberg est cadré de dos au moment où il prononce les mots  « triplement étoilé », sans doute en voix off en postsynchronisation[103].
- L'épreuve du troisième épisode avec le chef trois étoiles Laurent Petit est tournée au château de Duingt pendant le week-end du 5 au 6 octobre[104].
- L'épreuve du sixième épisode avec Christophe Hay portant sur la cuisine du bœuf wagyu a été tournée à Paris le 18 octobre[105].
- La première épreuve du huitième épisode avec le chef Jacques Maximin a été tournée à Paris au plus tard le 29 octobre, date de la publication Instagram d'Hélène Darroze indiquant le tournage de l'épreuve dans les studios de Top Chef[pertinence contestée]. La seconde épreuve du huitième épisode ayant lieu au domaine de Madame Élisabeth à Versailles a été tournée le 30 octobre[106].
- L'épreuve des fruits de mer (douzième épisode) à Menton a été tournée le 12 novembre[107].

Le tournage du face à face de la finale, initialement prévu le lundi 3 février 2020 à l'hôtel Four Seasons Hotel George-V, a finalement lieu le lundi 10 février 2020, le report étant dû à l’indisponibilité du finaliste David Gallienne, atteint d'une gastro-entérite,. Le tournage de la « cérémonie des couteaux » ou reveal (moment où le nom du vainqueur est dévoilé) n'a pas encore eu lieu au moment de la mise en place des mesures de confinement en France en mars 2020, et Paul Pairet, retourné à Shanghai, ne peut être présent physiquement sur le tournage prévu fin mai 2020. Le 8 juin, Télé Loisirs indique que le tournage de la « cérémonie des couteaux » a eu lieu par vidéo interposée, les finalistes étant à leur domicile avec quelques proches et les chefs en duplex vidéo.
Une épreuve de deux heures est filmée par quatorze caméras et produit environ vingt heures de rushes, sans compter les images d'interviews de chaque candidat. Une saison complète représente environ 1 000 heures d'images à traiter. Le montage des épisodes se poursuit pendant la diffusion du programme. Ainsi, au moment de la mise en place des mesures de confinement en France en mars 2020, intervenue juste avant la diffusion du cinquième épisode, les derniers épisodes de la saison 2020 ne sont pas encore montés et les voix off des quatre chefs ne sont pas encore enregistrées.

### Promotion et lancement de la saison
La production de Top Chef présente les principes de la saison 11 aux médias lors d'une conférence de presse le lundi 29 janvier 2020 à la fondation GoodPlanet. La production annonce une saison « sous le signe de l'audace et de l'éco-responsabilité ». La chaîne M6 avait déjà indiqué dans un communiqué le 3 septembre 2019 que la saison « mettra à l’honneur les chefs qui bousculent la scène gastronomique que ce soit par leur technique, les produits qu’ils cuisinent, leur démarche éco responsable ou encore les concepts inédits de leurs établissements. Tout en restant dans le prestige et l’excellence, les épreuves seront portées par des chefs qui cassent les codes, qui osent afin de faire avancer le monde de la gastronomie. » .
M6 annonce la diffusion en seconde partie de soirée, après l"émission Top Chef, de l'émission « Top Chef, qui sublimera les produits de nos régions », finalement intitulée « Top Chef : les grands duels », présentée par Stéphane Rotenberg, mettant à l'honneur des producteurs et des éleveurs, dont les produits sont au centre d'un duel entre deux anciens candidats du concours, parmi lesquels Camille Maury, Thibault Sombardier, Xavier Pincemin, Pierre Augé.
L'identité des candidats de la saison 2020 de Top Chef est révélée progressivement : le 3 janvier 2020, l'identité du candidat issu du concours Objectif Top Chef, l'amateur Gratien Leroy, est connue lors de la diffusion de la finale du programme. Le 29 janvier 2020, une photo de groupe est publiée par Télé Star et révèle qu'il n'y aura que trois candidates en 2020[source insuffisante]. Le 30 janvier, il est indiqué que deux belges font partie des candidats. Par la suite, des médias révèlent l'identité de deux candidats : le belge Maxime Zimmer,, et le français David Gallienne,. L'identité des autres candidats est communiquée par le magazine Télé Loisirs le 4 février 2020, et les bandes annonces de la saison commencent à être diffusées sur les réseaux sociaux à partir de la même date tandis que son générique est révélé quelques jours avant la diffusion du premier épisode.

## Diffusion et audiences

### Diffusion
En France, l'émission est diffusée les mercredis, du 19 février 2020 au 17 juin 2020. Un épisode dure environ deux heures trente (publicités incluses), soit une diffusion de 21 h 5 à 23 h 35 jusqu'au 1er avril 2020.
En Belgique, l'émission est diffusée une semaine après la France, les lundis, depuis le 24 février 2020. L'épisode est le même, sa durée est identique, mais il est diffusé à partir de 20 h 15.

### Impact des mesures de confinement du printemps 2020 sur la diffusion
La mise en place des mesures de confinement en France en mars 2020, intervenue juste avant la diffusion du cinquième épisode, a un impact sur la diffusion du programme, dont les épisodes sont montés quelques semaines avant leur diffusion et dont le tournage de la finale n'est pas terminé,. Devant la difficulté de réaliser ces opérations en télétravail, Nicolas de Tavernost annonce le 30 mars que la chaîne n'est pas totalement sûre de diffuser les derniers épisodes aux dates prévues. Ce décalage est également envisagé compte tenu du retard pris par les nouveaux programmes de la rentrée, dont la production a dû être interrompue et compte tenu de la chute des revenus publicitaires pendant le confinement. En effet, la chaîne a plutôt intérêt à reporter la diffusion de ses programmes les plus rémunérateurs après le confinement. La chaîne décide finalement de revoir le montage des épisodes correspondant aux semaines 8 et 9 et de les remonter en trois épisodes plus courts. Pendant la période du 8 avril 2020 au 22 avril 2020, les épisodes ne durent donc qu'une heure trente (publicités incluses) et se terminent autour de 22 h 35. Cette mesure ajoute mécaniquement une semaine de plus à la diffusion du programme et reporte la diffusion des derniers épisodes d'une semaine.
Lors de cette saison, les quarts de finale sont découpés en trois épisodes contre deux lors de la saison précédente. La demi-finale est découpée en deux épisodes, le second épisode ne durant qu'une heure quinze. Cet étalement des épreuves, lié à l'impact de l'épidémie de Covid-19, provoque une certaine lassitude chez les téléspectateurs et amène le concours à être diffusé jusqu'à mi-juin 2020 et à durer 18 épisodes, les plus longues saisons ayant jusque-là duré 14 épisodes (saisons 5 et 10).

### Audiences
La saison 11 réalise un bon démarrage en France le 19 février 2020 : l'épisode se classe en tête des audiences en part de marché et en seconde place en nombre de téléspectateurs derrière TF1. C'est le meilleur démarrage de l'émission depuis la saison 8 en 2017. Les audiences du 26 février confirment ce bon démarrage et Top Chef réalise, avec le second épisode, son deuxième meilleur score historique sur les FRDA-50.
| Épisode | Jour et horaire de diffusion             | Nombre de téléspectateurs | Part de marché (sur les 4 ans et plus) | Classement des parts d'audiences | Référence |
| ------- | ---------------------------------------- | ------------------------- | -------------------------------------- | -------------------------------- | --------- |
| 1       | Mercredi 19 février 2020 (21:05 - 23:30) | 3 076 000                 | 16,5 %                                 | 1er                              | [ 134 ]   |
| 1       | Mercredi 19 février 2020 (23:30 - 00:25) | 2 230 000                 | 24,6 %                                 | 1er                              | [ 135 ]   |
| 2       | Mercredi 26 février 2020 (21:05 - 23:30) | 3 185 000                 | 17,2 %                                 | 1er                              | [ 136 ]   |
| 3       | Mercredi 4 mars 2020 (21:05 - 23:30)     | 2 567 000                 | 13,7 %                                 | 2e                               | [ 137 ]   |
| 4       | Mercredi 11 mars 2020 (21:05 - 23:35)    | 2 590 000                 | 13,9 %                                 | 3e                               | [ 138 ]   |
| 5       | Mercredi 18 mars 2020 (21:05 - 23:35)    | 3 184 000                 | 14,5 %                                 | 1er                              | [ 139 ]   |
| 6       | Mercredi 25 mars 2020 (21:05 - 23:35)    | 3 467 000                 | 15,1 %                                 | 1er                              | [ 140 ]   |
| 7       | Mercredi 1er avril 2020 (21:05 - 23:35)  | 4 078 000                 | 16,4 %                                 | 1er                              | [ 141 ]   |
| 8       | Mercredi 8 avril 2020 (21:05 - 23:05)    | 3 622 000                 | 14,8 %                                 | 2e                               | [ 142 ]   |
| 9       | Mercredi 15 avril 2020 (21:05 - 23:20)   | 3 840 000                 | 15,4 %                                 | 1er                              | [ 143 ]   |
| 10      | Mercredi 22 avril 2020 (21:05 - 22:30)   | 3 847 000                 | 14,3 %                                 | 2e                               | [ 144 ]   |
| 11      | Mercredi 29 avril 2020 (21:05 - 23:15)   | 3 683 000                 | 15,7 %                                 | 2e                               | [ 145 ]   |
| 12      | Mercredi 6 mai 2020 (21:05 - 23:25)      | 3 734 000                 | 16,7 %                                 | 2e                               | [ 146 ]   |
| 13      | Mercredi 13 mai 2020 (21:05 - 23:10)     | 3 767 000                 | 15,8 %                                 | 2e                               | [ 147 ]   |
| 14      | Mercredi 20 mai 2020 (21:05 - 23:15)     | 3 699 000                 | 15,9 %                                 | 2e                               | [ 148 ]   |
| 15      | Mercredi 27 mai 2020 (21:05 - 23:15)     | 3 655 000                 | 16,6 %                                 | 2e                               | [ 149 ]   |
| 16      | Mercredi 3 juin 2020 (21:05 - 22:50)     | 3 874 000                 | 16,6 %                                 | 1er                              | [ 150 ]   |
| 17      | Mercredi 10 juin 2020 (21:05 - 22:20)    | 3 904 000                 | 15,6%                                  | 2e                               | [ 151 ]   |
| 18      | Mercredi 17 juin 2020 (21:05 - 23:50)    | 3 977 000                 | 19,1 %                                 | 1er                              | [ 152 ]   |

| Épisode | Jour et horaire de diffusion          | Nombre de téléspectateurs | Part de marché | Référence |
| ------- | ------------------------------------- | ------------------------- | -------------- | --------- |
| 1       | Lundi 24 février 2020 (20:15 - 22:35) | 602 690                   | 36,7 %         | [ 153 ]   |
| 1       | Lundi 24 février 2020 (22:55 - 23:45) | 446 602                   | 43,8 %         | [ 153 ]   |
| 2       | Lundi 2 mars 2020 (20:15 - 22:35)     | 511 313                   | 32,3 %         | [ 153 ]   |
| 3       | Lundi 9 mars 2020 (20:15 - 22:35)     | 500 622                   | 30,2 %         | [ 153 ]   |
| 4       | Lundi 16 mars 2020 (20:15 - 22:35)    | 597 910                   | 34 %           | [ 153 ]   |
| 5       | Lundi 23 mars 2020 (20:15 - 22:35)    | 575 583                   | 31,1 %         | [ 153 ]   |
| 6       | Lundi 30 mars 2020 (20:15 - 22:35)    | 615 325                   | 31,9 %         | [ 153 ]   |
| 7       | Lundi 6 avril 2020 (20:15 - 22:35)    | 640 190                   | 32,9 %         | [ 153 ]   |
| 8       | Lundi 13 avril 2020 (20:15 - 22:35)   | 581 502                   | 28,4 %         | [ 153 ]   |
| 9       | Lundi 20 avril 2020 (20:15 - 22:35)   | 627 187                   | 30,6 %         | [ 153 ]   |
| 10      | Lundi 27 avril 2020 (20:15 - 22:35)   | 627 393                   | 30,7 %         | [ 153 ]   |
| 11      | Lundi 4 mai 2020 (20:15 - 22:35)      | 589 244                   | 31,6 %         | [ 153 ]   |
| 12      | Lundi 11 mai 2020 (20:15 - 22:35)     | 621 043                   | 34,9 %         | [ 153 ]   |
| 13      | Lundi 18 mai 2020 (20:15 - 22:35)     | 607 035                   | 36,6 %         | [ 153 ]   |
| 14      | Lundi 25 mai 2020 (20:15 - 22:35)     | 649 450                   | 37,2 %         | [ 153 ]   |
| 15      | Lundi 1er juin 2020 (20:15 - 22:35)   | 614 409                   | 38,8 %         | [ 153 ]   |
| 16      | Lundi 8 juin 2020 (20:15 - 22:35)     | 712 513                   | 39,4 %         | [ 153 ]   |
| 17      | Lundi 15 juin 2020 (20:15 - 22:35)    | 638 942                   | 36,8 %         | [ 153 ]   |
| 18      | Lundi 22 juin 2020 (20:15 - 22:35)    | 588 504                   | 37,3 %         | [ 153 ]   |

Légende :
- plus hauts scores d'audiences
- plus bas scores d'audiences

## Réactions du public

### Diffusion du premier épisode en Belgique
Le premier épisode de la compétition est découpé en deux émissions : la première d'une durée de 2 h 20 comprenant les deux premières épreuves et la deuxième, d'environ 50 min, consacrée à l'épreuve de la dernière chance. Lors des dernières saisons, ces deux émissions sont diffusées à la suite l'une de l'autre, sans coupure publicitaire. Cependant, en Belgique, lors du lancement de la saison 11, le 24 février 2020 sur RTL-TVI, la diffusion de ces deux émissions est entrecoupée par un programme court d'une vingtaine de minutes intitulé À la sauce belge. Présenté par Sophie Pendeville et Mallory Gabsi, candidat belge de cette saison, il propose aux téléspectateurs de découvrir une recette facilement réalisable. Cette programmation, retardant la diffusion du verdict du premier épisode, a suscité de nombreuses protestations de téléspectateurs, notamment sur les réseaux sociaux. La chaîne a réagi et a indiqué que « dès la semaine prochaine, cela ne se passera plus comme ça. RTL diffusera l’émission dans son intégralité sans couper l’épisode par le programme ‘À la sauce belge’ ». Le programme s'intercalera ensuite entre l'épisode de Top Chef, et l'émission Top chef : les grands duels, qui seront par contre diffusées à la suite l'un de l'autre en France sur M6.

### Réactions du public envers certains candidats
Lors des premières semaines du concours, la candidate Justine Piluso provoque des réactions très nombreuses et contrastées sur les réseaux sociaux. Sa première apparition est considérée comme un des moments mémorables du premier épisode. Caractérisée par sa bonne humeur et sa joie de vivre, la candidate enthousiasme une partie du public, tandis que son euphorie agace d'autres internautes, inspirant de nombreuses publications dans les médias sur sa personnalité et les réactions du public,,,,,,,,,,.
Dans la même période, la candidate Nastasia Lyard focalise l'attention sur son vernis à ongles jaune, aux couleurs de sa brigade, qu'elle porte avec l'accord de la production. Des internautes voire quelques professionnels s'offusquent de ce qu'ils considèrent comme un non-respect des conditions d'hygiène en cuisine, ce qui amène notamment son ancien chef Gilles Goujon à rappeler que ces règles doivent être relativisées dans Top Chef : « Top Chef est à part. Quand les candidats réalisent une épreuve en forêt ou en studio avec les caméras et les micros à proximité, je ne suis pas sûr que toutes les règles d'hygiène sont respectées. On pourrait s'amuser à relever ça dans toutes les émissions, il y a tellement de normes... [...] Dans “Top Chef”, elle cuisine pour quatre dégustateurs, c’est différent. »,.
En fin de concours, le public témoigne d'un net engouement pour le candidat Adrien Cachot qui parvient jusqu'en finale. Sa première apparition dans l'émission avait également marqué les téléspectateurs. Considéré comme le « chouchou » des téléspectateurs,, il est vu comme incarnant le thème de l'audace qui est celui de la onzième saison. Sa défaite en finale déçoit de nombreux téléspectateurs, suscitant la comparaison avec la défaite de Claude Dartois quelques semaines plus tôt dans Koh-Lanta,.
Lors de la diffusion de la finale, des internautes accusent le vainqueur du concours David Gallienne d'avoir reproduit l'entrée proposée par Xavier Pincemin lors de la finale de la saison 7. Les internautes s'appuient sur les similitudes visuelles entre les deux entrées, le visuel de celle de Xavier Pincemin figurant sur le site cuisineaz (filiale du groupe M6),. David Gallienne répond à la polémique en indiquant qu'il n'avait pas regardé la saison 7 de Top Chef ; que les recettes sont différentes ; et que son entrée est un hommage au chef Éric Guérin, avec qui il l'avait déjà réalisée une première fois en 2018, comme une publication Instagram de l'époque l'atteste. De son côté Xavier Pincemin, constatant la similitude visuelle, félicite le vainqueur, déclarant que « c’est un métier où on s’inspire tous des autres chefs. Je ne suis pas le créateur de cette recette à 1000% et David l’a réalisée à sa façon. Ce n’était pas un copié-collé total, ce serait enfantin de partir en guerre contre lui. Respect, il est fort ».